# Episodi di Fullmetal Alchemist: Brotherhood

Logo della serie TV

Questa è la lista degli episodi della seconda serie di Fullmetal Alchemist (鋼の錬金術師?, Hagane no renkinjutsushi), anime dello studio Bones diretto da Yasuhiro Irie, tratto dall'omonimo manga di Hiromu Arakawa. In molti Paesi, tra cui l'Italia, la serie è pubblicata con il titolo Fullmetal Alchemist: Brotherhood.
Questa seconda serie animata non è una continuazione della prima: la storia riparte dal principio, seguendo più fedelmente gli avvenimenti del manga, seppur presentando qualche differenza (solitamente omettendo o modificando particolari e scene non rilevanti, per procedere più speditamente, oppure cambiando l'ordine di alcune scene; talvolta viene aggiunta qualche scena secondaria per spiegare dei passaggi nella trama non chiari nel manga). Fa eccezione il primo episodio, che ruota attorno a un personaggio che non esiste nel manga, mentre la versione cartacea in pratica inizia con gli avvenimenti dell'episodio 3 (i contenuti dell'episodio 2 provengono da capitoli successivi del manga: nell'anime la spiegazione sul passato dei due protagonisti è stata anticipata).
La serie è stata trasmessa in Giappone sulle reti MBS e TBS la domenica alle ore 17:00, mentre in Occidente la serie è disponibile sulla piattaforma Netflix. L'edizione doppiata in lingua italiana è stata trasmessa in prima visione da MTV dall'ottobre 2009 e riprende alcuni dei doppiatori della prima serie, non presenta alcuna localizzazione del video, lasciando anche le schermate dei titoli in kanji e senza traduzioni in sovraimpressione. In base a questo, anche il titolo della serie viene mostrato privo della dicitura "Brotherhood". Successivamente, nella pubblicazione dei DVD da parte di Dynit, è stata reintrodotta la localizzazione, con tanto di traduzione dei titoli di testa e di coda, e l'aggiunta dei crediti per l'edizione italiana, assenti nella versione televisiva.
| Indice Lista episodi 1 2 3 4 5 6 7 8 9 10 11 12 13 14 15 16 17 18 19 20 21 22 23 24 25 26 27 28 29 30 31 32 33 34 35 36 37 38 39 40 41 42 43 44 45 46 47 48 49 50 51 52 53 54 55 56 57 58 59 60 61 62 63 64 Note Collegamenti esterni |

## Lista episodi
| Nº | Titolo italiano Giapponese 「Kanji」 - Rōmaji | In onda           | In onda          |
| Nº | Titolo italiano Giapponese 「Kanji」 - Rōmaji | Giapponese        | Italiano         |
| 1  | L'alchimista d'acciaio 「鋼の錬金術師」 - Hagane no renkinjutsushi | 5 aprile 2009     | 13 ottobre 2009  |
| 1  | Ad Edward Elric, "l'Alchimista d'acciaio", aiutato da suo fratello Alphonse Elric, viene dato l'incarico da parte del colonnello Roy Mustang di catturare Isaac McDougal, un ex-alchimista di Stato; costui, noto come "l'Alchimista di ghiaccio", ha grandi poteri che derivano dal controllo dell'acqua (che può far bollire, vaporizzare o congelare a piacimento) e non si fa alcuno scrupolo ad usarli per uccidere chiunque possa essergli di intralcio. Isaac detesta l'esercito, sostenendo che esso sia "marcio", ed ha intenzione di uccidere King Bradley, il comandante supremo. Per fare ciò disegna una serie di cerchi alchemici in città, che una volta attivati generano una serie di grandi muri di ghiaccio, i quali vanno a definire un gigantesco cerchio alchemico allo scopo di congelare l'intero comando centrale dell'esercito. Viene però ostacolato dai fratelli Elric, dal colonnello Roy Mustang e dal maggiore Alex Louis Armstrong, ed infine King Bradley lo uccide. McDougal possedeva un frammento di Pietra Filosofale, che si dissolve, e che potenziava le sue capacità alchemiche. |                   |                  |
| 2  | Il giorno dell'inizio 「はじまりの日」 - Hajimari no hi | 12 aprile 2009    | 20 ottobre 2009  |
| 2  | Edward ed Alphonse si trovano su un treno con il quale giungeranno a Reole, dove potrebbe esserci la possibilità per i due di trovare una Pietra filosofale e riavere indietro i loro corpi. Durante il viaggio Edward ha alcuni flashback del suo passato. La madre Trisha, con la quale vivevano nella città di Resembool, morì in un'epidemia quando i due avevano 7 e 8 anni. I due fratelli, dopo aver studiato per tre anni, tentarono una trasmutazione umana per riportarla in vita, ma fuoriuscirono dal cerchio alchemico delle tenebre che afferrarono i due fratelli. Edward si risvegliò davanti ad un portale, dove una strana figura dalla forma umana affermò di volergli mostrare "la verità"; il bambino venne scaraventato nel portale dove gli vennero mostrate velocemente un'infinità di informazioni, ma si ritrovò all'esterno prima di essere riuscito ad apprendere come compiere una perfetta trasmutazione umana; in cambio di tutto ciò imparò a compiere trasmutazioni senza cerchio alchemico, ma gli venne asportata la gamba sinistra e si ritrovò di nuovo sul pavimento della sua casa. In cambio del braccio destro riuscì a legare ad un'armatura l'anima di Al (la sua prima trasmutazione battendo le mani), al quale era stato portato via l'intero corpo. L'agghiacciante essere creato con la trasmutazione venne in seguito sepolto da Pinako Rockbell, che aveva accolto i due bambini nella sua casa da quando era morta Trisha. Successivamente, Roy Mustang si recò dai due perché aveva sentito della presenza di un bravo alchimista e, dopo essersi accorto, stupefatto, che i due avevano tentato una trasmutazione umana, propose ad Edward di diventare un alchimista di stato: anche se così sarebbe diventato un "cane dell'esercito" avrebbe potuto avere più possibilità di trovare il modo di riavere indietro i loro corpi. Edward accettò e, passato l'esame, diventò un alchimista di Stato con il nome di "Alchimista d'acciaio". |                   |                  |
| 3  | La città dell'eresia 「邪教の街」 - Jakyō no machi | 19 aprile 2009    | 27 ottobre 2009  |
| 3  | Edward ed Alphonse giungono a Reole, dove tutti i cittadini credono nella religione del dio del sole Leto a causa di Cornello, un uomo che dice di esserne il vicario e che compie stupefacenti "miracoli". In realtà, come Ed intuisce subito, si tratta semplicemente di trasmutazioni effettuate grazie ad una Pietra Filosofale e così si reca da lui, insieme con una ragazza credente di nome Rose, chiedendo di essere ricevuto. Dopo avere neutralizzato i sottoposti del vicario mandati ad ucciderli Edward combatte contro Cornello e riesce a fargli rivelare di volere usare i cittadini di Reole come esercito personale trasmettendo la sua voce a tutta la città con un microfono. Il vicario perde il controllo della Pietra, che poi si rompe in quanto è un falso e, più tardi, viene ucciso da due misteriose persone, Lust e Gluttony. Rose, alla quale Alphonse aveva spiegato ciò che egli ed il fratello avevano compiuto, rimane esterrefatta vedendo tutte le sue sicurezze infrante e chiede aiuto ad Edward, ma egli, dopo averle semplicemente risposto che ella ha almeno due gambe su cui camminare, si congeda, lasciando la città con il fratello. |                   |                  |
| 4  | Il tormento dell'alchimista 「錬金術師の苦悩」 - Renkinjutsushi no kunō | 26 aprile 2009    | 3 novembre 2009  |
| 4  | Mustang consiglia ad Edward ed Alphonse per le loro ricerche di recarsi da Shou Tucker, "l'alchimista intreccia-vite", che era riuscito a creare una chimera parlante. Quest'ultimo mette volentieri a loro disposizione la sua fornita libreria e i due iniziano subito a studiare alternando momenti di pausa con la figlia dell'alchimista, Nina, ed il suo cane Alexander. Tuttavia due giorni dopo Tucker crea un'altra chimera parlante per passare la verifica annuale e per farlo deve usare le vite di Nina ed Alexander, come aveva fatto due anni prima con la moglie; Edward riesce a capirlo subito e si infuria con Tucker, ferendolo quasi a morte. L'alchimista viene lasciato nella sua abitazione in attesa di un processo, ma nel frattempo un uomo di nome Scar lo raggiunge e lo uccide, quindi fa altrettanto con la chimera per fermare le sue sofferenze. Scar era già ricercato dall'esercito in quanto il suo obiettivo è quello di sopprimere tutti gli alchimisti di Stato in nome di Dio, come aveva già fatto con Basque Grand. |                   |                  |
| 5  | Pioggia di dolore 「哀しみの雨」 - Kanashimi no ame | 3 maggio 2009     | 10 novembre 2009 |
| 5  | I fratelli Elric vengono informati dal tenente Riza Hawkeye della morte di Tucker e Nina; sulla scena del delitto Hughes spiega a Mustang chi è l'autore del delitto e qual è il suo scopo. Nel frattempo, a Reole, Envy ha preso le sembianze del vicario Cornello cercando di sobillare i credenti contro gli "eretici", generando una guerra civile della quale in seguito ride con Lust e Gluttony. Mentre Ed ed Al stanno riflettendo malinconicamente sui loro limiti, Scar li raggiunge e cerca di ucciderli, riuscendo a distruggere parte dell'armatura di Al e l'automail di Ed. L'intervento dei militari, specialmente grazie al maggiore Armstrong e a Riza, riesce ad evitare il peggio e Scar fugge nelle fogne. Armstrong riesce a capire a causa dei suoi occhi scarlatti che Scar è un superstite di Ishbar, regione sud-orientale dello stato di Amestris dove qualche anno prima gli alchimisti di stato avevano operato uno sterminio per bloccare una guerra civile. Edward ed Alphonse sono dunque costretti a recarsi a Resembool, dove vive la loro meccanica. |                   |                  |
| 6  | La strada della speranza 「希望の道」 - Kibō no michi | 10 maggio 2009    | 17 novembre 2009 |
| 6  | Durante il viaggio in treno verso Resembool Armstrong, scelto come scorta dei fratelli Elric, nota presso una stazione il dottor Tim Marcoh, che aveva creato la pietra filosofale, e così fanno una sosta per parlargli. Edward vede la sua pietra, ma non lo forza a cedergliela perché è incompleta e per non privarlo dello strumento con cui cura i malati della zona. Dopo molte insistenze Marcoh rivela ad Edward che i suoi appunti sulla pietra si trovano nella libreria nazionale centrale, sperando che possa farne buon uso. I tre giungono in seguito a Resembool, dove Pinako Rockbell e sua nipote Winry, amica d'infanzia di Ed ed Al, riparano gli auto-mail di Edward in tre giorni. Solo dopo che i due se ne sono andati Winry scopre che si è dimenticata una vite del braccio di Edward. |                   |                  |
| 7  | La verità nascosta 「隠された真実」 - Kakusareta shinjitsu | 17 maggio 2009    | 24 novembre 2009 |
| 7  | Ed ed Al tornano a Central City e scoprono che a fare loro da scorta d'ora in poi saranno il sottotenente Maria Ross e il sergente Denny Brosh. Scar viene attaccato da Lust e Gluttony, e successivamente i militari trovano parte dei suoi vestiti, macchiati di sangue, fra le macerie causate dal combattimento. Avendo scoperto che il reparto della biblioteca a cui erano interessati è stato bruciato, ad opera di Lust, i due vengono indirizzati presso una ragazza di nome Sheska, che ricorda a memoria tutti i libri letti e ricopia per loro gli appunti di Marcoh. Dopo averli decifrati con grandi sforzi scoprono con loro grande dolore che per ottenere la pietra filosofale è necessario usare esseri umani vivi, tuttavia Edward è convinto che possano esserci altri modi e, insieme al fratello, si reca presso il laboratorio 5, ufficialmente chiuso, dove secondo lui si potrebbero svolgere esperimenti per la pietra. |                   |                  |
| 8  | Il laboratorio 5 「第五研究所」 - Daigo kenkyūsho | 24 maggio 2009    | 8 dicembre 2009  |
| 8  | Al laboratorio 5 Edward si infiltra all'interno della struttura e giunge in una stanza dove sospetta si siano svolti esperimenti di creazione della pietra; lì si scontra con i fratelli Slicer, due assassini che, condannati a morte, furono trasformati in un'armatura per proteggere il laboratorio (dapprima Ed ritiene di avere sconfitto il nemico dopo avergli staccato la testa, avendo visto il suo sigillo di sangue nell'elmo, ma poi scopre che il resto dell'armatura è abitata da un secondo fratello ed è quindi in grado di muoversi ugualmente). Roy Mustang informa telefonicamente Hughes che fra le macerie causate da Scar sono stati rinvenuti diversi corpi, ma in cattive condizioni e quindi non è ancora stato possibile identificare se vi sia anche l'uomo con la cicatrice fra loro. Frattanto Alphonse combatte contro Barry The Chopper, un altro assassino trasformato in armatura, il quale insinua in lui il dubbio che i suoi ricordi non siano autentici, ma creati dal fratello. Edward sconfigge gli Slicer imitando la tecnica di Scar, ma prima che essi possano rivelare qualcosa Lust ed Envy li eliminano e, mentre distruggono l'edificio per cancellare ogni traccia, portano il ragazzo (ferito, svenuto e con il braccio meccanico fuori uso) all'esterno in quanto è un importante sacrificio necessario per il loro piano, consegnandolo a Maria Ross e Denny Brosh, arrivati sul posto. Barry fugge. Roy Mustang viene informato da Hughes che, a causa di Scar, gli ufficiali scarseggiano e quindi presto potrebbe venire richiamato da East City a Central City. |                   |                  |
| 9  | Ricordi artificiali 「創られた想い」 - Tsukurareta omoi | 31 maggio 2009    | 15 dicembre 2009 |
| 9  | Edward contatta Winry per farsi mettere a posto l'automail e la ragazza, preoccupata per i problemi che la vite che aveva dimenticato avrebbe potuto causare, si precipita all'ospedale di Central City dove effettua quindi la riparazione; successivamente viene ospitata per la notte da Maes Hughes e stringe amicizia con sua figlia Elicia. Nel frattempo Alphonse è sempre più convinto che, come gli ha detto Barry, egli non sia esistito veramente ma la sua anima sia stata creata insieme ai ricordi dal fratello, al quale rivela i propri dubbi davanti a Winry. La ragazza lo sgrida violentemente e, dopo una breve lotta (la prima volta in cui vince Edward, nonostante sia ferito, gettando un lenzuolo addosso ad Al), i due fratelli si riappacificano, ripromettendosi di raggiungere i propri obiettivi. Scar, sfuggito agli homunculus ma ferito, viene accolto da alcuni profughi di Ishbar. |                   |                  |
| 10 | Destinazioni separate 「それぞれの行く先」 - Sorezore no yukusaki | 7 giugno 2009     | 22 dicembre 2009 |
| 10 | King Bradley raggiunge l'ospedale ed ordina a Hughes, Armstrong ed ai fratelli Elric di non fare parola con nessuno delle loro recenti scoperte. Edward ed Alphonse decidono quindi di andare a Dublith dall'insegnante e Winry li convince ad accompagnarli per passare da Rush Valley, la patria degli automail. Consultando vari documenti, Hughes inizia a supporre che vi siano dei legami fra l'esercito e coloro che tramano nell'ombra (gli homunculus, anche se non si sono ancora presentati come tali); Lust tenta di metterlo a tacere ma egli fugge, tuttavia prima che riesca a comunicare le sue scoperte a Mustang, Envy lo uccide trasformandosi prima in Maria Ross e poi in sua moglie. Dopo la cerimonia funebre, Mustang giura di vendicarlo ed inizia ad indagare per capire quali fossero le sue conclusioni e chi ci sia dietro il suo omicidio, benché Armstrong non possa rivelargli molto, poiché gli è stato proibito di parlare dei recenti fatti. |                   |                  |
| 11 | Il miracolo di Rush Valley 「ラッシュバレーの奇跡」 - Rasshu Barē no kiseki | 14 giugno 2009    | 29 dicembre 2009 |
| 11 | Winry, Alphonse ed Edward giungono a Rush Valley ed a quest'ultimo viene rubato da una ragazza chiamata Paninya l'orologio d'argento, prova che è un alchimista di Stato; i tre, sulle sue tracce, lasciano la città e giungono alla fine presso una sperduta casa in mezzo alle montagne. La casa appartiene al signor Dominic, costruttore di automail che ha fabbricato anche quelli di Paninya, che dopo avere perso gambe e genitori in un incidente mendicava disperata finché l'uomo non la notò e le regalò due gambe nuove; Winry gli chiede più volte di diventare sua apprendista, ma l'uomo rifiuta. In seguito ella e Paninya riescono ad aprire l'orologio di Edward, nel quale è stato scritto "Don't forget 3.oct.11" e questo causa una reazione in Winry, che Paninya non comprende. Winry aiuta la moglie del figlio di Dominic a partorire e, nonostante le sue limitate conoscenze mediche, porta a buon fine l'operazione. Winry ammette ad Edward di aver guardato nel suo orologio (contenente la data in cui i fratelli hanno bruciato la loro casa, e che Ed ha scritto per ricordarsi la fermezza della loro decisione di andare avanti per la strada che hanno scelto) e, dispiaciuta per la difficile vita dei suoi amici, si ripropone di aiutarli costruendo automail migliori (secondo Dominic, indossando degli automail più leggeri, forse Ed potrebbe diventare più alto). Edward ed Alphonse partono alla volta di Dublith mentre Winry si ferma a Rush Valley, in quanto Dominic le ha promesso di farla diventare allieva di un meccanico. |                   |                  |
| 12 | Uno è tutto, tutto è uno 「一は全、全ては一」 - Ichi wa zen, subete wa ichi | 21 giugno 2009    | 5 gennaio 2010   |
| 12 | Edward ed Alphonse arrivano a Dublith e vengono violentemente sgridati e quindi accolti dalla loro insegnante, Izumi Curtis, una casalinga in precarie condizioni di salute, e dal marito, Shigu Curtis. Izumi afferma di non interessarsi della pietra filosofale, ma di aver incontrato a Central City un uomo più ferrato sull'argomento: Hohenheim, il padre di Ed ed Al andatosene da casa da anni, prima che la madre si ammalasse e morisse. Edward ricorda di come, dopo averli accettati come allievi, Izumi impose loro di passare un mese su un'isola disabitata in mezzo ad un lago cercando nel frattempo di capire il significato della frase "Uno è tutto, tutto è uno"; dopo aver vissuto diverse e difficili esperienze, i due riuscirono a capire che "tutto" era il mondo, mentre "uno" erano loro stessi (in pratica che la vita, come l'alchimia, fa parte di un ciclo di scomposizione e ricomposizione), e vennero così accettati come allievi. Izumi si accorge immediatamente dello stato dei corpi dei due ragazzi e, osservando le trasmutazioni che compie Edward, capisce anche che i due hanno effettuato una trasmutazione umana; la donna rivela che in passato anch'ella aveva tentato invano di resuscitare il figlio, nato morto a causa di una malattia, e pertanto lei ha perso diversi organi interni: come Edward, ha visto il Portale e "la verità", diventando in grado di effettuare trasmutazioni battendo i palmi delle mani. |                   |                  |
| 13 | Le bestie di Dublith 「ダブリスの獣たち」 - Daburisu no kemono-tachi | 28 giugno 2009    | 12 gennaio 2010  |
| 13 | Izumi informa i ragazzi che, non avendo seguito i suoi insegnamenti, non possono più essere suoi allievi ma, come spiega loro Shigu, questo non significa che i loro rapporti debbano interrompersi e così essi si fermano a casa della coppia per trovare insieme un metodo per riavere i corpi originali. Mustang viene trasferito a Central City e, facendo leva sul generale Grunman, riesce a portare con sé Riza, Breda, Havoc, Fury e Falman. Scar riceve la visita del suo maestro che gli consiglia di non cedere agli istinti e di non creare vendetta; alcuni cacciatori di taglie, guidati da Yoki, tentano di catturare Scar, ma vengono sconfitti senza difficoltà. Yoki allora decide di unirsi a Scar. Alcune chimere dall'aspetto umano (differenti quindi da come appariva Nina Tucker) riescono a catturare Alphonse ed a portarlo in un locale chiamato Devil's Nest; costoro sono seguaci di Greed, un homunculus, ovvero, come egli stesso spiega, un uomo creato artificialmente con grandissime capacità rigenerative. Egli ha fatto rapire Alphonse perché vuole riuscire a sapere come legare un'anima ad un oggetto ed ottenere così, a suo dire, l'immortalità, ma non essendo il ragazzo in grado di dirgli niente Greed fa venire al nascondiglio anche Edward; costui si rifiuta di collaborare in qualsiasi modo ed inizia uno scontro con Greed che, nonostante alcune brillanti intuizioni (Greed è in grado di far indurire il carbonio del suo corpo, facendo diventare la sua pelle come un durissimo scudo, ma Ed riesce ad alterarne la composizione con l'alchimia, per poterlo poi colpire e ferire. Inoltre, Greed non può rigenerarsi ed indurirsi nello stesso momento), lo vede in forte svantaggio. Arriva infine anche Izumi, preoccupata per la scomparsa di Ed ed Al. |                   |                  |
| 14 | Coloro che si appostano sottoterra 「地下にひそむ者たち」 - Chika ni hisomu mono-tachi | 5 luglio 2009     | 19 gennaio 2010  |
| 14 | Greed fugge da Edward ed Izumi in una fogna, dove sono già fuggiti alcuni suoi uomini, portando via Al. Nel frattempo al Devil's Nest giunge anche l'esercito capeggiato da King Bradley ed Alex Louis Armstrong, con l'obiettivo di eliminare tutti i nemici presenti. Bradley trova Greed ed inizia a combattere con lui, prevalendo subito nettamente ed attaccandolo prima che egli riesca a rigenerarsi. Bradley gli mostra il tatuaggio di uroboro che ha sull'occhio sinistro, segno che anche lui è un Homunculus e, dopo avere ucciso le chimere Roa, Dolcetto e Martel, porta via Greed, immobilizzato. L'uccisione di Martel all'interno della sua armatura spinge Alphonse a ricordare, come racconta più tardi ad Edward, quanto aveva visto nel portale dopo la trasmutazione umana della madre. Bradley (l'homunculus Wrath), dopo avere inutilmente invitato Izumi a diventare alchimista di stato, porta Greed in un sotterraneo a Central City dove si trovano anche Lust, Envy, Gluttony ed un misterioso uomo somigliante a Van Hohenheim, il Padre; quest'ultimo, dopo aver inteso che Greed non ha più intenzione di servirlo, lo fa gettare in un calderone bollente e ingerisce il liquido ricavato da Greed stesso, riassorbendone l'essenza. King Bradley torna poi dalla moglie e dal figlio Selim, come se niente fosse. |                   |                  |
| 15 | L'emissario dell'est 「東方の使者」 - Tōhō no shisha | 12 luglio 2009    | 26 gennaio 2010  |
| 15 | Scar, dopo aver ucciso l'alchimista di stato Joliot Comanche, detto l'Alchimista d'Argento, ritorna al nascondiglio e trova che, oltre a Yoki, c'è anche una bambina di Xing (impero che si trova ad est di Amestris oltre un grande deserto) di nome May Chang, accompagnata dal suo piccolo panda Xiao Mei, la quale lo prega di poter restare con lui in quanto è interessata a fare ricerche sull'alchimia di Amestris ed intende incontrare Edward Elric. A Central City Riza viene avvicinata da Barry, che tenta di ucciderla, ma la ragazza riesce a domarlo ed a far sì che collabori con loro per avere maggiori informazioni su chi ha ucciso Hughes. Edward, accompagnato da Alphonse, torna a Rush Valley per farsi riparare l'automail e lì incontra un principe di Xing, Ling Yao, venuto in cerca della pietra filosofale pur non essendo un alchimista, per ingraziarsi l'ammalato imperatore del suo paese. Dopo che Ed ed Al si scontrano con i suoi servitori, Lan Fan e Foo (in questa occasione Alphonse esegue le sue prime trasmutazioni senza cerchio alchemico), Ling Yao decide di allearsi con loro e, accompagnati da Winry, si recano tutti a Central City. Anche May, Yoki e Scar si dirigono nella stessa direzione. |                   |                  |
| 16 | Sulle tracce di un compagno d'armi 「戦友の足跡」 - Sen'yū no sokuseki | 19 luglio 2009    | 2 febbraio 2010  |
| 16 | Havoc porta degli alimenti a Falman, che ha ricevuto il compito di custodire Barry. Ed, Al, Winry e i loro compagni di viaggio di Xing arrivano a Central City e Ling viene arrestato in quanto immigrato irregolare; mentre Winry si reca a casa di Maes Hughes per salutare la moglie e la figlia, Ed ed Al vanno a trovarlo presso una caserma e lì vengono informati da Maria Ross della sua morte. Anche Mustang si trova lì per effettuare delle ricerche sul laboratorio 5 e, nonostante la copertura di Sheska, viene scoperto da Envy, che inizia a progettare con Lust e Gluttony di agire per fermarlo. Edward ed Alphonse raggiungono Winry a casa di Hughes e lì si scusano con la moglie in quanto sono convinti che la sua morte sia in parte colpa loro. Maria Ross viene arrestata in quanto sospettata dell'omicidio di Hughes. Havoc si incontra con la sua nuova fidanzata, Solaris, che è in realtà Lust. |                   |                  |
| 17 | Fiamme spietate 「冷徹な焔」 - Reitetsu na honō | 26 luglio 2009    | 9 febbraio 2010  |
| 17 | Dopo essere stata sottoposta ad un interrogatorio, Maria Ross viene portata in prigione dove, a sua insaputa, sarebbe stata giustiziata (gli homunculus vogliono fornire un capro espiatorio a Mustang, così che poi smetta di indagare); tuttavia Barry, che stima Maria e dal suo sguardo è ben conscio del fatto che non sia un'assassina, si reca alla prigione e la fa evadere, liberando anche Ling Yao che fugge con loro. Durante la fuga i tre incontrano Ed ed Al, venuti a cercare Mustang perché rimasti esterrefatti nello scoprire dell'arresto della Ross. Mustang trova Maria Ross per strada e la uccide incenerendola con la sua alchimia; il suo cadavere viene identificato come tale dal dottor Knox grazie ad un solco su un dente e tutti sono convinti che tale atto sia stato una vendetta per l'amico Hughes. Alex Louis Armstrong costringe Edward ad andare con lui a Resembool. |                   |                  |
| 18 | Il palmo della mano arrogante di un piccolo essere umano 「小さな人間の傲慢な掌」 - Chiisana ningen no gōman na te | 2 agosto 2009     | 16 febbraio 2010 |
| 18 | Edward arriva a Resembool con Armstrong, e con sua sorpresa vi trova il tenente Breda, uomo di Mustang. Edward, Armstrong e Breda viaggiano nel deserto verso est, e raggiungono le antiche rovine di Xerxes, luogo che si narra sia stato distrutto in una notte e dal quale proverrebbe la persona che ha insegnato l'alchimia alla allora neonata nazione di Amestris (una leggenda simile c'è anche a Xing, dove un saggio venuto da Xerxes avrebbe contribuito a mescolare l'alchimia con l'arte di Xing). Lì il gruppo trova Foo e Maria Ross: Mustang ha capito che la donna era stata incastrata ed ha solo finto di ucciderla, per poi farla fuggire fuori dalla nazione. Un flashback mostra di come Mustang si fosse messo d'accordo con Barry, e del fatto che avesse trasmutato delle carni animali per ottenere un finto corpo umano da bruciare, ricostruendo anche la dentatura. Intercettandola per strada l'aveva sostituita con il manichino e fatta fuggire con Havoc. Per un patto fra Barry e Ling adesso Foo la accompagna a Xing. Inoltre Roy non vuole rischiare che Ed si intrometta nel suo piano per stanare i colpevoli, immaginando che escano allo scoperto per chiudere la bocca a Barry. Ling Yao racconta tutto ad Alphonse e Winry, dopo averli raggiunti in albergo. Foo e Maria partono. A Central City, fingendo telefonate personali, Mustang coordina i suoi uomini. Uno strano individuo mascherato, mandato dagli homunculus, entra nel nascondiglio di Falman; Havoc interviene a difesa, mentre Hawkeye è appostata come cecchino su un campanile; Barry riconosce il proprio corpo umano nello strano individuo, nel quale deve essere stata impiantata l'anima di un animale. Fra le rovine di Xerxes, Edward trova un cerchio alchemico con alcune similitudini con quello del laboratorio numero 5, ma mancano dei pezzi della parete; lì trova anche un gruppo di profughi di Ishbar, e viene a sapere che i genitori di Winry sono stati uccisi da un uomo di Ishbar che avevano curato, e che aveva un tatuaggio sul braccio. A Central City Barry desidera fare a fette il proprio corpo umano, mentre Hakweye viene scoperta da Gluttony. |                   |                  |
| 19 | La morte dell'immortale 「死なざる者の死」 - Shinazaru mono no shi | 9 agosto 2009     | 23 febbraio 2010 |
| 19 | Roy è al telefono con Riza quando la donna viene attaccata da Gluttony; in seria difficoltà, viene però salvata dall'arrivo di Black Hayate, Kain Fury ed infine dello stesso Mustang, che mette temporaneamente fuori combattimento il nemico. Barry insegue il proprio corpo umano, che scappa, seguito in auto da Havoc, Riza, Mustang ed Alphonse, che è arrivato ed informa gli altri che i nemici sono homunculus, esseri con enormi capacità rigenerative. Arrivano così al terzo laboratorio dell'esercito; Barry irrompe, alla ricerca del proprio corpo, ed il gruppo di Mustang ha così la scusa per entrare e far evacuare l'edificio, ufficialmente per catturare il pericoloso criminale. Mustang ed Havoc incontrano Lust (Havoc scopre che la donna con cui usciva, Solaris, in verità è l'homunculus), che mostra loro il fatto che gli homunculus hanno all'interno del loro corpo una pietra filosofale, che conferisce i loro poteri. Durante lo scontro, Lust ferisce gravemente Havoc, e Mustang intende salvarlo sfruttando la pietra filosofale, che strappa via dal corpo di Lust, che va in polvere; per sua sfortuna, non gli è possibile utilizzare la pietra, perché nel giro di pochi secondi il corpo della donna si ricrea completamente a partire da quella. Lust ferisce anche Roy e lascia entrambi gli uomini sanguinanti a terra. Hawkeye ed Alphonse trovano Barry, che ha infierito sul proprio corpo umano con la sua lama (corpo che era già parzialmente decomposto da prima, il che fa capire ad Al che anche la sua anima potrebbe "rigettare" l'armatura), di fronte ad una grande porta con dei simboli incisi. Arriva Lust, che fa a pezzi l'armatura di Barry. Alphonse ed Hawkeye non riescono a sconfiggerla, ma sopraggiunge Mustang, che ha cicatrizzato con il fuoco la propria ferita, e che incenerisce ripetutamente Lust, mentre Al protegge Riza. Una volta esaurite le capacità rigenerative della pietra filosofale, sia essa che il corpo della donna si dissolvono. King Bradley, giunto sul posto, decide di non intervenire. Più tardi, il corpo umano di Barry, ancora vivo, trova il pezzo dell'armatura con il suo sigillo e, nonostante le proteste dell'anima di Barry, lo danneggia, uccidendo Barry e cadendo privo di vita a sua volta. Edward, tornato a Resembool, al cimitero incontra suo padre Van Hohenheim, che non vede da molti anni. |                   |                  |
| 20 | Il padre di fronte alla tomba 「墓前の父」 - Bozen no chichi | 16 agosto 2009    | 2 marzo 2010     |
| 20 | Hohenheim è stato informato da Pinako della trasmutazione umana tentata dai figli, e sostiene che Ed e Al abbiano bruciato la casa non tanto per la determinazione di non tornare indietro, ma per fuggire da ciò che avevano compiuto. A casa di Pinako, una vecchia foto di quando la donna era giovane ritrae Hohenheim con lo stesso aspetto di adesso. L'uomo le chiede se ciò che i ragazzi avevano trasmutato presentasse caratteristiche di Trisha come il colore dei capelli, perché potrebbero aver creato qualcosa che non aveva nulla a che fare con lei, ed Edward sente dal corridoio. A Central City, Ling Yao è interessato all'immortalità che crede possa rappresentare l'avere un corpo come quello di Alphonse. Hohenheim riparte, prendendo con sé una foto della sua famiglia e dicendo a Pinako di abbandonare il Paese prima che succeda qualcosa di terribile, invito che l'anziana decide di ignorare. Edward, con Pinako, riesuma i resti dell'essere che aveva trasmutato cercando di riportare in vita la madre; esaminandoli, si convincono che non avesse nulla a che fare con Trisha: da questo Ed deduce che non sia assolutamente possibile riportare in vita un morto, ma che sia possibile salvare Alphonse. Ed chiama Izumi per chiederle se sia sicura che il bambino che ha trasmutato fosse davvero il suo, ma la donna riaggancia il telefono dopo aver sentito la domanda. Ed torna a Central, dove ripara l'armatura di Alphonse; analizzando le reciproche scoperte (oltre ad una conferma da parte di Izumi, che li richiama), giungono alla conclusione che non sia assolutamente possibile riportare in vita qualcuno, e che Ed sia riuscito a prendere l'anima di Alphonse (che fra l'altro si era temporaneamente legata al corpo informe che avevano creato con la trasmutazione umana) perché egli si trovava nel Portale e non era veramente morto, e che allo stesso modo debba essere possibile riprenderne anche il corpo. |                   |                  |
| 21 | Anticipo del buffone 「愚者の前進」 - Gusha no zenshin | 30 agosto 2009    | 9 marzo 2010     |
| 21 | Wrath spiega ad Envy e Gluttony di aver lasciato in vita Mustang perché può ancora essere utile. Secondo Edward, il corpo del fratello è ancora esistente da qualche parte ed è collegato al suo, per mezzo del quale si nutre. Mustang e Havoc vengono portati in un ospedale dove vengono sorvegliati da Riza: mentre il primo si rimette in fretta, a Havoc non rimane che congedarsi dall'esercito in quanto è paralizzato dalla vita in giù; su consiglio di Edward, Breda si reca in cerca del dottor Marcoh ma, al suo arrivo, trova nell'abitazione i segni di una colluttazione e del dottore nessuna traccia. Per capire come riuscire ad aprire nuovamente il portale, dopo aver constatato che l'accesso al luogo del combattimento fra Lust e Mustang dal laboratorio numero 3 è stato sigillato con l'alchimia, Edward ed Alphonse cercano di mettersi al centro dell'attenzione per attirare Scar, che si trova nuovamente a Central City, e scontrarsi con lui, sperando così che anche gli Homunculus si facciano vivi, per proteggerli in quanto preziosi "sacrifici". Mentre Mustang confonde l'esercito con dei falsi rapporti, Edward combatte contro Scar; Gluttony e Wrath cercano di raggiungere il sito del combattimento, ma vengono bloccati da Ling Yao e Lan Fan, alleatisi con gli Elric ed intenzionati a catturarli per studiare la loro semi-immortalità. Wrath colpisce Lan Fan con la spada. |                   |                  |
| 22 | Quelle figure in lontananza 「遠くの背中」 - Tōku no senaka | 6 settembre 2009  | 16 marzo 2010    |
| 22 | Ling cerca di trarre in salvo Lan Fan, ferita, ma viene ostacolato da Gluttony e Wrath. Durante il combattimento fra i fratelli Elric e Scar, Edward accusa l'uomo di Ishbar di aver ucciso i coniugi Rockbell proprio mentre Winry giunge sul posto. Ciò spinge Scar a ricordare gli avvenimenti ed agli spettatori viene mostrato un flashback: durante la guerra di Ishbar, essendo imminente un'offensiva da parte dall'esercito di Amestris, il fratello di Scar gli consegnò gli appunti delle proprie ricerche sull'alchimia (avendo studiato l'alchimia di Amestris e quella di Xing, con dei tatuaggi aveva fatto in modo che un suo braccio scomponesse e l'altro ricomponesse la materia), e subito dopo vennero attaccati da un alchimista di stato; Scar perse così un braccio e sarebbe morto dissanguato, ma il fratello decise di sacrificarsi per lui è gli donò il suo braccio destro, recante il potere della distruzione. Risvegliatosi presso l'ambulatorio dei Rockbell, Scar si rese conto di quanto successo e, in preda ad un folle raptus, uccise i primi abitanti di Amestris che gli capitarono davanti. Nel presente, Scar dice a Winry che ha il diritto di ucciderlo, ma se lo attacca, lui la considererà sua nemica. Winry ha raccolto una pistola da terra con l'intenzione di sparare all'uomo, ma non riesce a trovare il coraggio di premere il grilletto e Scar si blocca prima di aver toccato Edward, in quanto il ragazzo cerca di proteggere Winry ponendosi fra di loro, proprio come suo fratello aveva fatto con lui. Mentre Alphonse insegue Scar, Edward cerca di consolare Winry, in lacrime e fortemente sotto shock. |                   |                  |
| 23 | La ragazza sul campo di battaglia 「戦場の少女」 - Senjō no shōjo | 13 settembre 2009 | 23 marzo 2010    |
| 23 | Edward lascia Winry ad alcuni militari e raggiunge Alphonse, che sta sempre combattendo con Scar. Ling fugge da Wrath con Lan Fan sulle spalle, che è ferita al braccio sinistro e non vuole essere un peso per il suo principe. Gluttony raggiunge Scar, Ed e Al. Wrath, seguendo le scie del sangue di Lan Fan, finisce in un vicolo dove c'è soltanto un cane: la ragazza si è tagliata il suo braccio ferito e lo ha legato all'animale per poter far perdere le proprie tracce scappando nelle fogne. Ling Yao raggiunge il luogo dell'altro combattimento, e fa esplodere Gluttony con una bomba a mano, legandolo poi con un cavo metallico prima che abbia finito di rigenerare il proprio corpo, immobilizzandolo. Hawkeye arriva in auto, spara ad una gamba di Scar e riparte assieme a Ling ed all'homunculus prigioniero, ma King Bradley la riconosce nonostante abbia cercato di camuffarsi. May Chang arriva in aiuto di Scar, e scappa con lui, poi cura la sua ferita, ma non trova più la sua piccola panda: Al ha raccolto Xiao Mei credendola un gatto. Winry riparte per Rush Valley, dove i suoi clienti la aspettano, ed in treno si rende conto di essere innamorata di Edward, che ora le ha detto che la prossima volta che la farà piangere, spera sia dalla gioia per l'aver riavuto i loro corpi originali. Mustang porta Ed, Al ed il dottor Knox ad un rifugio fuori città, dove il dottore possa curare Lan Fan. Ling Yao informa gli altri che King Bradley è probabilmente un homunculus, sebbene diverso da Gluttony: ha visto il suo tatuaggio di uroboro sull'occhio sinistro. A quanto risulta dai libri, gli homunculus non possono riprodursi, ma Knox sa che Selim, il figlio di King Bradley, è adottato. Nel sentire il nome di Mustang, colui che ha ucciso Lust, Gluttony si infuria e si trasforma: la sua bocca si allarga a prendere tutta la pancia, il suo interno è nero e con un grande occhio. Parte della casa viene distrutta in un attimo. |                   |                  |
| 24 | All'interno della pancia 「腹の中」 - Hara no naka | 20 settembre 2009 | 30 marzo 2010    |
| 24 | Sotto Central City, Marcoh è tenuto prigioniero da Envy – in quanto possibile "sacrificio" – dietro minaccia di distruggere il suo villaggio, ed ha intuito che gli homunculus stanno creando un enorme cerchio alchemico sotto la nazione. Wrath pensa di sapere dove poter trovare Gluttony; quest'ultimo, nel rifugio dove è stato portato da Hawkeye, ha subito una trasformazione e ora è in grado di assorbire gli oggetti a distanza, e di mangiare perfino le fiamme di Mustang. Roy, Riza, Lan Fan e Knox si allontanano in auto. Envy giunge sul posto e combatte con Ling Yao, mentre i fratelli Elric contro Gluttony. Durante lo scontro Gluttony ingoia con la sua tecnica a distanza, assieme a Ling Yao, per sbaglio anche Envy ed Edward. Tornando normale, desolato dice ad Al che non è in grado di sputarli fuori. Dopo aver lasciato Lan Fan a casa del dottore, Mustang si reca al quartier generale, dove il generale Raven lo introduce in una stanza con il comandante supremo ed alti ufficiali, che sono già a conoscenza del fatto che King Bradley sia un homunculus. Edward si ritrova in un luogo buio dove ci sono scheletri e resti di edifici, ed il suolo è ricoperto da un lago di sangue. |                   |                  |
| 25 | Il portale oscuro 「闇の扉」 - Yami no tobira | 27 settembre 2009 | 6 aprile 2010    |
| 25 | All'interno della pancia di Gluttony, Edward trova anche Ling ed insieme tentano in vari modi di uscire, senza alcun successo. May Chang è molto preoccupata per la perdita di Xiaomei, legata a lei fin dall'infanzia, e così Scar decide di aiutarla a cercarla; nel frattempo, Alphonse convince Gluttony a condurlo dal Padre degli homunculus, a Central City. Edward e Ling vengono avvicinati da Envy, anch'egli inghiottito, e quest'ultimo spiega che Gluttony è un falso portale della verità creato dal Padre (tentativo malriuscito di crearne uno vero) e che non vi è modo di uscirne; dopo avere raccontato di come fosse stato lui a fare scoppiare la guerra di Ishbar, tramutandosi in soldato di Amestris ed uccidendo un bambino, Edward e Ling gli si scagliano contro e l'homunculus, non avendo nulla da perdere, decide di mostrare la sua vera forma (quella di un mostro di notevoli dimensioni, dal quale spuntano numerosi volti e braccia umanoidi) e combatterli, ponendosi subito in vantaggio. Mentre l'incontro di Mustang con il comandante supremo è ancora in corso i suoi sottoposti vengono smistati: Breda viene inviato al quartier generale dell'ovest, Falman a quello del nord, Fury a quello del sud e Riza viene assegnata come assistente personale di Bradley. |                   |                  |
| 26 | Riunione 「再会」 - Saikai | 4 ottobre 2009    | 6 aprile 2010    |
| 26 | Edward sente che le figure umanoidi che emergono dal corpo di Envy sono in grado di parlare: alcune di esse chiedono di venire uccise, altre sembrano cercare loro parenti, ed altro ancora. Il ragazzo viene ingoiato intero dall'homunculus. Scar e May Chang seguono senza farsi vedere Alphonse e Gluttony, che entrano in dei sotterranei sotto Central City, diretti dal Padre. Scar e May vengono attaccati da alcune chimere-animali di guardia. Ed, vedendo che le figure umanoidi partono dalla pietra filosofale che costituisce il nucleo di Envy, si ricorda del cerchio alchemico incompleto visto a Xerxers e di un altro pezzo di quel muro che si trova all'interno del falso portale, ed escogita un sistema per uscirne, chiedendo la collaborazione dell'homunculus. King Bradley, in privato, racconta a Mustang di come fin da piccolo sia stato allevato, insieme ad altri, come "candidato a comandante supremo", poi gli sia stata iniettata la pietra filosofale e a differenza degli undici candidati prima di lui non sia morto per il rigetto, ma sia stato controllato dalla pietra, diventando un homunculus, e nemmeno lui sa dire se con la sua anima o quella di un altro. Pensando al cerchio di Xerxes e le sue differenze con quello del quinto laboratorio, Ed capisce che non è semplicemente un cerchio per creare la pietra, ma per eseguire una trasmutazione umana... e capisce che tutta la popolazione di quella città è stata sacrificata in una enorme trasmutazione. Ed prova a scomporre e ricomporre sé stesso per eseguire una trasmutazione umana ed aprire così il vero Portale, sperando poi di ritrovarsi al di fuori di Gluttony, usando a malincuore l'energia della pietra di Envy come pagamento. Di fronte al Portale, prima di venirne trascinato dentro, Edward ne vede un secondo, simile, ma con una diversa incisione, con davanti il corpo di Alphonse, cresciuto, ma magrissimo, che però non può venire con lui perché "non è la sua anima". |                   |                  |
| 27 | La festa della soglia 「狭間の宴」 - Hazama no utage | 11 ottobre 2009   | 13 aprile 2010   |
| 27 | L'episodio ruota attorno ad un sogno di Van Hohenheim, che lo vede davanti ad un fuoco a parlare a tratti con Pinako Rockbell e Trisha Elric da giovani, e con un essere cinico identico a lui. L'episodio è frastagliato da tanti brevi richiami al passato ed al presente, che da una parte riassumono quanto visto nella serie fino ad ora e dall'altra lo spingono ad interrogarsi se sia o meno il caso di intervenire per fermare i progetti del Padre: fra gli argomenti mostrati (tra cui molte scene di cui Hohenheim non può avere avuto notizia), le guerre che hanno segnato Amestris; la trasmutazione umana dei fratelli Elric; il quinto laboratorio; gli ingredienti per la pietra filosofale (esseri umani); quelli che gli homunculus chiamano possibili "sacrifici" (Edward, Alphonse, Izumi, Mustang e Marcoh); gli homunculus; il sacrificio del fratello di Scar; il sacrificio del braccio di Lan Fan; la debolezza e la forza degli esseri umani; l'incontro di Edward con il corpo di Al davanti al Portale. Alla fine, Hohenheim si sveglia e si mette in cammino, ringraziando la bottiglia di scotch whisky che aveva bevuto la sera prima e che nel sogno era in mano a Pinako. |                   |                  |
| 28 | Il padre 「おとうさま」 - Otō-sama | 18 ottobre 2009   | 13 aprile 2010   |
| 28 | Proprio quando Alphonse e Gluttony si ritrovano di fronte al "Padre", la pancia dell'homunculus si apre e ne fuoriescono Edward, Ling Yao ed Envy. Il "Padre" somiglia a Van Hohenheim, ma non è lui, e fino ad ora non sapeva nemmeno che i fratelli Elric ne fossero i figli (Ed spiega che "Elric" è il cognome della madre). L'uomo cura le ferite di Edward e ripara l'armatura di Alphonse, senza disegnare cerchi alchemici, battere mani e seguire lo scambio equivalente. L'uomo non ha alcun interesse per Ling, e per evitare che gli homunculus mangino il loro amico, i fratelli combattono contro il loro capo, ma con scarso successo: il Padre riesce ad impedire loro di utilizzare l'alchimia. Con gli Elric immobilizzati l'uomo cambia idea su Ling, estrae una pietra filosofale dall'aspetto liquido/gelatinoso dal proprio corpo ed il ragazzo (che ha intrapreso il suo viaggio alla ricerca dell'immortalità) accetta di diventare un homunculus su base umana. La pietra filosofale entra nel corpo del principe attraverso una sua ferita e ne prende il controllo, e così Ling Yao diventa il nuovo Greed, con tatuaggio dell'uroboro sulla mano sinistra. Non ha però i ricordi del Greed precedente e segue gli ordini del Padre. Sopraggiungono Scar e May Chang, che, con sorpresa del Padre, sono ancora in grado di utilizzare l'alchimia (benché non siano in grado di ferire lui). Edward rivela a Scar che è stato Envy a causare la rivolta di Ishbar. Messi in difficoltà in combattimento, Alphonse e Scar cercano di far scappare May Chang, stordita. Dopo un'esplosione, Scar e la ragazza scompaiono; Envy cattura nuovamente Alphonse e Greed blocca Edward; Gluttony non riesce a rialzarsi perché è stato "ucciso" troppe volte ed ha esaurito il suo potere guarente. Il Padre ne riassorbe la pietra filosofale nel proprio corpo (uccidendolo), con l'intenzione di farlo rinascere, e con la memoria intatta. |                   |                  |
| 29 | La disperata lotta di uno stupido 「愚者の足掻き」 - Gusha no ashikaki | 25 ottobre 2009   | 20 aprile 2010   |
| 29 | Envy conduce Edward ed Alphonse al quartier generale, che è collegato direttamente al nascondiglio del Padre, dove i fratelli e Mustang hanno un colloquio con Wrath: nonostante ne abbia il desiderio, Edward decide di non lasciare l'esercito perché Bradley lo ricatta parlando di Winry; i due potranno anche continuare le loro ricerche a patto di non interferire con i piani degli homunculus. Mustang afferma che non lascerà l'esercito in quanto intende perseguire la sua ambizione e si assicura anche che il comandante supremo non sia l'uccisore di Hughes. Durante il colloquio Alphonse nasconde May Chang, ferita, nella sua armatura e in seguito Ed ed Al la portano dal dottor Knox, dove consegnano anche un messaggio a Lan Fan da parte di Ling; Alphonse spiega la situazione a Lan Fan e la ragazza è felice per il successo di Ling, ma anche turbata dal fatto che sia sotto il controllo di Greed, quindi ella e May tentano di lottare ma vengono bloccate da Knox. Mustang torna da Riza e dal maggiore Armstrong, al quale comunica quanto scoperto sul comandante supremo; il maggiore, anche se sbigottito ed attonito, decide di non lasciare l'esercito per continuare la sua lotta. Edward, in giro per la città, riflette su come, dopo l'intervento del Padre, solo l'alchimia di May e Scar avesse continuato a funzionare e ricorda che deve restituire la pistola a Riza. Mentre il Padre sta creando un nuovo Gluttony, Scar, girovagando nei sotterranei, trova la cella di Tim Marcoh e quest'ultimo lo supplica di ucciderlo per vendicare i morti di Ishbar. |                   |                  |
| 30 | La guerra di sterminio a Ishval 「イシュヴァール殲滅戦」 - Ishuvāru senmetsusen | 1º novembre 2009  | 20 aprile 2010   |
| 30 | Un flashback mostra Roy Mustang che viene informato dal proprio maestro di alchimia, in punto di morte, che il risultato dei suoi studi è affidato a sua figlia Riza, alla quale il giovane rivela il suo sogno di essere diventato un soldato per difendere tutti con la sua alchimia. Nel presente, si vede Hawkeye avere dei grandi tatuaggi alchemici sulla schiena, il risultato degli studi di suo padre anche se però, al contrario del fumetto, non vengono ancora spiegati i motivi delle cicatrici sulla schiena. Edward passa a casa sua per restituirle la pistola che le aveva prestato, e le chiede informazioni sulla guerra di Ishbar, così come Scar ne sta chiedendo a Marcoh. La gente di Ishbar non era felice dell'annessione ad Amestris, e quando un militare (in realtà Envy) uccise un bambino, scoppiò la rivolta che durò sette anni, finché non fu dichiarata dal comandante supremo la "guerra di sterminio", che vide anche l'intervento di tiratori scelti ed alchimisti di stato, assassini volenti o nolenti. A Zolf J. Kimbly, l'alchimista cremisi, la cosa non dispiaceva, a differenza di Hawkeye, Mustang, Armstrong ed Hughes, che si chiedevano il perché di tutto ciò. Marcoh conosceva cose che altri ignoravano, visto che nei laboratori dell'esercito, benché non gli piacesse farlo, aveva sacrificato uomini di Ishbar per creare la pietra filosofale che fu data a Kimbly per combattere la guerra (fu lui fra l'altro ad attaccare Scar ed il fratello). King Bradley aveva anche rifiutato di fermare lo sterminio in cambio della vita della massima autorità religiosa della città, che si era consegnata spontaneamente. Alla fine la guerra terminò, e Mustang teorizzò che l'unico modo per proteggere tutti fosse che ciascuno proteggesse chi stava sotto di lui: egli e Riza sperano di portare il Paese ad essere una democrazia invece che una dittatura militare. Envy entra nella stanza di Marcoh, trovando solo un corpo fatto esplodere con la tecnica di Scar e la scritta "vendetta". |                   |                  |
| 31 | La promessa da 520 cents 「520センズの約束」 - Gohyaku nijū senzu no yakusoku | 8 novembre 2009   | 27 aprile 2010   |
| 31 | Edward si congeda da Riza, ringraziandola per le informazioni fornitegli, e racconta quindi tutto ad Alphonse, con il quale discute anche dei loro obiettivi e di come, quando il Padre li aveva resi incapaci di usare l'alchimia, soltanto May Chang e Scar continuavano ad usare normalmente i loro poteri. Il giorno seguente, i sottoposti di Mustang si preparano a lasciare il loro attuale incarico per adempire agli ordini ricevuti; mentre Ed ed Al sono in giro per la città a cercare May, il colonnello li carica sulla sua macchina e qui Edward gli dice che gli restituirà i 520 cens che gli deve solo quando lui diventerà il comandante supremo. Mustang, tramite una certa "Madame Christmas", si mette a contatto con Grumman, un Generale di East City. Foo si reca a casa del dottor Knox dove prende con sé Lan Fan, sgridandola per il fallimento ma dimostrandosi molto dispiaciuto per lei, ed i due si avviano alla ricerca di un meccanico di automail. In seguito Knox riceve la visita del figlio e della moglie, che non vede da molti anni, e ciò è per lui motivo di grande gioia. Gli homunculus fanno liberare l'alchimista di stato Zolf J. Kimbly, in carcere dopo aver ucciso i suoi superiori che ad Ishbar gli avevano dato una pietra filosofale e poi gli avevano chiesto di restituirla -pietra che conserva ancora, nascondendola nel suo stomaco-, con lo scopo di fargli cercare Scar e Marcoh, avendo intuito dalla sparizione di una chimera che il dottore potrebbe aver inscenato la sua morte ed essere fuggito. Envy consegna una seconda pietra a Kimbly. Scar, nel frattempo, deturpa il viso di Marcoh per renderlo irriconoscibile e comunica agli altri che la loro prossima meta è a nord, dove sono nascosti gli appunti di suo fratello che Marcoh dovrà decifrare. |                   |                  |
| 32 | Il figlio del comandante supremo 「大総統の息子」 - Daisōtō no musuko | 15 novembre 2009  | 27 aprile 2010   |
| 32 | May Chang e Scar si dirigono verso nord passando da due strade diverse (passando da est e da ovest), con gli altri due componenti del loro gruppo. Grumman, travestito da donna per agire in segretezza, alla stazione di East City si scontra con May e viene a sapere la sua destinazione; poi a Central City si incontra con Mustang e lo informa che in passato il generale Raven gli aveva chiesto se fosse interessato a dei soldati immortali, ma egli aveva rifiutato e quindi era stato inviato al quartier generale dell'est. Grumman nota che Mustang ha un disegno di Xiaomei. Non riuscendo a trovare la ragazzina, i fratelli Elric provano a documentarsi sull'alchimia di Xing in biblioteca, con poco successo. Il maggiore Armstrong, informato da Mustang, dice a Ed che la ragazzina si trova a nord, e gli consegna una lettera di presentazione per il generale maggiore Armstrong, che comanda la fortezza di Briggs, più a nord del quartier generale del nord, al confine con Drachma. In biblioteca, Ed e Al conoscono Selim, il figlio adottivo di King Bradley, che li ammira. Dopo aver parlato con Selim, il comandante supremo e la moglie a casa loro, i fratelli Elric pensano che i suoi familiari non conoscano la vera identità del comandante supremo, e poi si mettono in marcia. Seguendo gli avvistamenti di Scar, Kimbly intuisce che lui ed il suo compagno potrebbero aver cambiato direzione verso nord. Anche Edward ed Alphonse si dirigono verso nord, in treno. |                   |                  |
| 33 | La parete nord di Briggs 「ブリッグズの北壁」 - Burigguzu no hokuheki | 22 novembre 2009  | 4 maggio 2010    |
| 33 | Kimbly trova conferma all'ipotesi che Scar sia diretto a nord. I fratelli Elric arrivano a North City, in attesa di ripartire per Briggs. Kimbly, al quartier generale del nord, viene a sapere che Scar e il suo compagno sono stati visti su un treno diretto a Briggs. Kimbly salta a bordo del treno, ma scopre che il compagno di Scar non è Marcoh, bensì Yoki. Scar affronta Kimbly, che riconosce come colui che ha sterminato la sua famiglia, e riesce a trafiggerlo con un'asta metallica; l'alchimista cremisi riesce a salvarsi sganciando dal treno il vagone su cui si trova il suo avversario. Marcoh e May Chang stanno avvicinandosi ai monti Briggs per un'altra strada. Winry, cercando al telefono i suoi amici, viene a sapere che sono partiti per il nord. Entrati nella zona militare di Briggs, in una bufera di neve, i due vengono attaccati da Buccaneer, un militare della fortezza con un enorme automail-motosega, che li scambia per spie di Drachma. Ed non riesce a danneggiare tale automail con l'alchimia ed ha problemi a muovere il proprio. Infine, l'alchimista d'acciaio riesce a presentarsi a Olivier Milla Armstrong, sorella maggiore di Alex (di cui strappa la lettera perché vuole giudicare di persona i nuovi arrivati), a capo dell'enorme muraglia di Briggs. Marcoh e May Chang raggiungono una casa abbandonata, dove recuperano il libro che Scar vi aveva nascosto: gli appunti del fratello, un misto dell'alchimia di Amestris e di quella di Xing. |                   |                  |
| 34 | La regina di ghiaccio 「氷の女王」 - Kōri no joō | 29 novembre 2009  | 4 maggio 2010    |
| 34 | Ed viene a sapere che i normali automail di ferro congelano alle basse temperature, e possono uccidere per congelamento chi li porta: il ragazzo non è riuscito a distruggere con l'alchimia quello di Buccaneer perché non immaginava che fosse composto di materiali diversi, come fibra di carbonio e nickel. Ed e Al devono raccontare a Olivier Milla Armstrong che cercano May Chang per studiare la sua alchimia per riavere i propri corpi, omettendo di parlare degli homunculus e della corruzione dell'esercito; la donna decide di cercare la ragazzina, in caso la sua arte possa essere di qualche aiuto nella protezione della fortezza. Parlando con Miles, assistente di Olivier Milla Armstrong da molti anni, vengono a sapere egli che aveva un nonno ishvaliano, e che ne ha ereditato gli occhi rossi. A Briggs ritrovano Vato Falman, trasferito da Central City prima al quartier generale del nord, e poi alla fortezza. L'uomo mostra loro che a Briggs vengono costruite armi all'avanguardia, e mentre si trovano nel livello più basso della struttura, vedono un grosso homunculus, Sloth, sfondare il pavimento, ritrovandosi così all'interno della fortezza. Sloth non è lì per loro, e, disorientato, comincia a girare per la base facendo danni con la sua enorme forza. Anche i carri armati non sono in grado di sconfiggerlo, e benché Edward (di nuovo sospettato di essere una spia di Drachma visto il suo conoscere cosa sia l'intruso) risponda solo a parte delle sue domande su quell'essere, la Armstrong idea un piano per fermarlo. |                   |                  |
| 35 | La forma di questo Stato 「この国のかたち」 - Kono kuni no katachi | 6 dicembre 2009   | 11 maggio 2010   |
| 35 | Con tre carri armati, gli uomini di Briggs riescono a spingere Sloth su un montacarichi. Buccaneer, Ed, Al e Falman versano un particolare carburante adatto ai climi freddi addosso all'homunculus, che viene poi spinto fuori dalla fortezza, in mezzo alla bufera. Grazie all'evaporazione del carburante, Sloth viene congelato. Il giorno dopo, l'alchimista cremisi, ancora in possesso delle sue pietre filosofali, viene raggiunto in ospedale dal generale Raven, accompagnato da un medico alchimista. May Chang spiega a Marcoh che l'alchimia di Xing sfrutta dei "flussi di energia" che scorrono nel terreno come negli esseri viventi, e capendo i loro punti di entrata e di uscita è possibile eseguire trasmutazioni a distanza; Marcoh spiega che l'alchimia di Amestris sfrutta invece l'energia che si accumula nella crosta terrestre in seguito all'attività sismica e vulcanica, ma la ragazzina risponde che l'energia che "sente" nel terreno di questo Stato le sembra di più quella di molte persone che si contorcono. Olivier porta Ed e Al nel lungo tunnel scavato da Sloth, ed al riparo da occhi indiscreti si fa raccontare loro tutto ciò che avevano precedentemente omesso. Pensando a quale possa essere lo scopo del tunnel, con l'aiuto della memoria di Falman, Ed segna su una mappa di Amestris i luoghi dove ci sono stati grandi spargimenti di sangue, come Ishval e Reole: ne esce il disegno di un cerchio alchemico simile a quello del laboratorio numero cinque, quello che creava pietre filosofali sacrificando vite umane. Altrove, Marcoh spiega a May che la "verità dentro la verità" è che l'intera nazione verrà sacrificata, ed i due sperano di scoprire qualcosa di più dagli appunti del fratello di Scar. Ed capisce che Maes Hughes probabilmente aveva intuito le strane manovre dell'esercito, e che Isaac McDougal doveva sapere tutto. La nazione di Amestris è stata creata per uno scopo preciso e Briggs è l'unico punto del cerchio alchemico dove non si sono ancora verificati spargimenti di sangue. Raven arriva a Briggs assieme a Kimbly, guarito; la Armstrong inganna Raven, facendogli credere di aver arrestato gli Elric per la loro reticenza a parlare, e di sognare di non invecchiare mai: l'uomo le chiede se sia interessata ad un esercito immortale. |                   |                  |
| 36 | Ritratto di famiglia 「家族の肖像」 - Kazoku no shōzō | 13 dicembre 2009  | 11 maggio 2010   |
| 36 | Flashback su 13 anni prima. Trisha Elric conosceva il segreto del marito, ed il fatto che non potesse invecchiare, ma non voleva che egli pensasse a sé stesso come ad un mostro. Van Hohenheim però non sopportava di non poter invecchiare e morire con la sua famiglia. Capì anche il progetto del cerchio alchemico che stava studiando "il Padre". Decise di andarsene, presumibilmente per trovare il modo di tornare "normale" (anche se il legame tra il suo desiderio di normalità ed il suo viaggio non viene detto esplicitamente). Nel presente, un gruppo di soldati di Briggs che stanno esplorando il lungo tunnel scavato da Sloth vengono attaccati e uccisi da una strana entità, che ha l'aspetto di un'ombra da cui spiccano numerosi occhi, che si muove lungo le pareti del cunicolo, e che è in grado di afferrarli e trafiggerli. Olivier Milla Armstrong e Raven si recano all'ingresso del tunnel, da cui è tornato solo un cavallo imbizzarrito assieme ad un braccio del suo proprietario. Raven, convinto che Ed e Al siano agli arresti perché hanno rifiutato di svelare segreti alla Armstrong, fa rimettere Sloth (che afferma sia una chimera al servizio di Central City) nel cunicolo e chiuderne l'ingresso. Scar e Yoki raggiungono May Chang e Marcoh. Qualche giorno dopo, quando Raven ammette che era previsto fin dall'inizio che i più deboli fossero sacrificati per consentire l'immortalità dei più forti, Olivier lo uccide. Quando gli viene detto che Raven è sparito, Kimbly è contento perché ora può agire liberamente, e successivamente si presenta ai fratelli Elric, sempre in cella, con Winry, chiamata dall'esercito per fornire ad Edward un automail adatto al clima freddo. Mustang viene a sapere da un'informatrice della presenza di Raven e Kimbly a Briggs, e riceve un messaggio segreto da parte della Armstrong. |                   |                  |
| 37 | Il primo homunculus 「始まりの人造人間」 - Hajimari no homunkurusu | 20 dicembre 2009  | 18 maggio 2010   |
| 37 | Winry, che ha saputo da Kimbly che è stato lui a trovare i corpi dei suoi genitori ad Ishval e che li stima, equipaggia Ed con un automail leggero ed adatto per il clima freddo. Buccaneer ed altri uomini di Briggs entrano nel cunicolo scavato da Sloth grazie ad un passaggio creato da Ed, dove trovano due sopravvissuti della spedizione della settimana precedente. L'ombra che aveva fatto a pezzi i loro compagni si avvicina alla luce delle lampade, ma poi si allontana. La Armstrong fa sapere a Mustang di voler eseguire un'azione coordinata con le truppe dell'est. Hawkeye viene a sapere che Selim, il figlio adottivo del comandante supremo, sarebbe stato parente di King Bradley e non della moglie: capisce così che si tratta di un homunculus, ed infatti il bambino le rivela di essere Pride, "il primo homunculus". Pride ha il potere di estendere a piacimento la propria ombra, in grado di interagire con gli oggetti (nel cunicolo a Briggs vi era la sua emanazione), e dice alla donna che la terrà d'occhio dall'ombra. Kimbly (che ha ancora Winry come inconsapevole ostaggio) ordina ad Edward di aiutarlo a trovare Scar e Marcoh, ed a portare morte e disperazione a Briggs, promettendogli in cambio una pietra filosofale. Ed spiega la situazione a Winry ed Alphonse, dopodiché accetta, chiedendo di cominciare dalla ricerca di Scar; quando Kimbly si allontana, Al spiega a Winry che il fratello in realtà non ha intenzione di usare la pietra filosofale, poiché questa è stata ottenuta sacrificando molte vite, ma probabilmente vuole solo trovare May Chang, che dovrebbe essere con Scar. I tre giovani, Miles ed altri uomini di Briggs, Kimbly ed i quattro militari di Central City al suo servizio si dirigono verso il luogo dell'ultimo avvistamento dell'uomo con la cicatrice. |                   |                  |
| 38 | Scontro a Baschool 「バズクールの激闘」 - Bazukūru no gekitō | 27 dicembre 2009  | 18 maggio 2010   |
| 38 | Hawkeye torna a casa scossa dall'incontro con Pride. Al nord, i militari hanno raggiunto Baschool, una grande città fantasma che ospitava una miniera, alla ricerca di Scar. Si dividono in gruppi, ed i fratelli Elric riescono ad allontanarsi dagli uomini di Kimbly che li tengono d'occhio, portando con sé, senza farsi vedere, anche Winry. I tre incontrano May Chang, Marcoh e Yoki. Gli Elric non si ricordano di quest'ultimo, che quindi racconta la sua storia: gestiva la miniera di Youswell (sfruttando i minatori) ed Edward lo convinse con l'inganno a cedergli il controllo della miniera, che passò poi ai minatori stessi, e da allora la sorte gli è stata sempre avversa. Scar viene trovato da due uomini di Kimbly (Zampano e Jelso), che si rivelano essere due chimere, capaci di trasformarsi in una sorta di cinghiale umanoide in grado di sparare aculei ed in una specie di rana gigante umanoide in grado di sputare muco appiccicoso. Marcoh dice agli Elric che hanno bisogno di Scar per decifrare gli appunti del fratello. I due raggiungono Scar e sconfiggono le chimere, fingendo di non riconoscere chi siano. Scar viene immobilizzato, e raggiunto anche da Miles e Winry, che vuol sapere perché abbia ucciso i suoi genitori, ma l'uomo non ha giustificazioni. Buccaneer torna a Briggs con i due sopravvissuti del tunnel, ma poco dopo altri militari giungono alla fortezza. Kimbly arriva di fronte all'edificio dove era stato trovato Scar, dove trova Edward che gli rinfaccia di non aver protetto Winry: Scar è sul tetto del palazzo, con la ragazza svenuta in braccio. |                   |                  |
| 39 | Un sogno ad occhi aperti 「白昼の夢」 - Hakuchū no yume | 10 gennaio 2010   | 25 maggio 2010   |
| 39 | Scar fugge portando Winry con sé: come rivelato in un flashback ambientato qualche minuto prima, si tratta di una messinscena stabilita assieme ai soldati di Briggs. Miles, dopo che Kimbly era già stato avvisato del luogo dove si trovava Scar, era stato informato da Marcoh che l'uomo con la cicatrice era l'unico in grado di decifrare le parti degli appunti scritte in ishvaliano antico. Dando la priorità a cercare un modo per salvare la nazione dai piani degli homunculus, Miles aveva deciso di nascondere a Briggs il gruppo di Scar, ed Alphonse aveva convinto le due chimere catturate -che non sapevano dei piani di distruzione del Paese- ad unirsi a loro. Dopo la messinscena, Scar, Winry, Marcoh, May, Jelso e Zampano si dirigono a Briggs attraverso i tunnel delle vecchie miniere, guidati dall'esperienza di Yoki, mentre i fratelli Elric, Kimbly, Miles e gli altri militari aspettano a Baschool che si plachi una tormenta di neve. Dall'incontro con Miles e Winry, Scar capisce che è possibile "sopportare" il male che si è subito, e tentare di cambiare le cose. Miles viene a sapere che Olivier Milla Armstrong è stata inviata a Central City a seguito dell'arrivo delle truppe ed Alphonse, l'unico in grado di sopravvivere nella bufera, si avvia per avvisare Winry e gli altri che Briggs non è più un luogo sicuro per loro. Mentre affronta la tormenta, Al "perde i sensi" per qualche istante, e vede il proprio corpo umano, magro e debole, di fronte al Portale, prima di riprendere la sua marcia. Il Padre pensa alla necessità di un quinto "sacrificio" oltre Ed, Al, Van Hohenheim ed Izumi. |                   |                  |
| 40 | Il piccolo uomo nell'ampolla 「フラスコの中の小人」 - Homunkurusu | 17 gennaio 2010   | 25 maggio 2010   |
| 40 | A Central City, Olivier Milla Armstrong fa credere a King Bradley che Raven le abbia rivelato, oltre ai piani dell'esercito, anche la vera natura del comandante supremo, e sostiene di averlo ucciso perché lo riteneva inutile. La donna ne prende quindi il posto. Hawkeye riesce a passare un messaggio segreto a Mustang: mettendo in fila le iniziali delle persone nominate dalla donna durante la loro conversazione, il colonnello viene a sapere che Selim Bradley è un homunculus. Sotto la città, il Padre sogna il proprio passato: un flashback mostra di come, da giovane, Van Hohenheim fosse uno schiavo, noto come "Numero 23". Il suo padrone aveva utilizzato il suo sangue per dare vita ad uno strano essere nero, simile all'ombra di Pride, che viveva in una ampolla. L'essere, che era dotato di grandi conoscenze e sognava di poter uscire dalla sua ampolla (senza la quale sarebbe morto), aveva legato con il ragazzo, dandogli un vero nome, ed assieme al suo padrone lo aveva istruito e fatto diventare un alchimista. Poi il re di Xerxes aveva chiesto all'essere, chiamato "Homunculus", come ottenere l'immortalità, ed aveva fatto scavare un enorme cerchio alchemico (seguendo lo schema trovato poi da Edward su un muro fra le rovine della città), facendolo passare per un canale d'irrigazione, ed i villaggi attorno alla città erano stati misteriosamente attaccati ed i loro abitanti massacrati. Il cerchio era stato completato dopo svariati anni, ma quando esso era stato attivato, il re era morto assieme agli altri abitanti: Homunculus lo aveva ingannato ed il Portale si era aperto in modo da ottenere l'immortalità solo per sé ed a Hohenheim (che ne era all'oscuro). Quando l'uomo aveva ripreso i sensi, aveva trovato la popolazione di Xerxes priva di vita; Homunculus si era presentato a lui con le sue stesse sembianze e finalmente libero dall'ampolla: nei corpi di ciascuno erano racchiuse metà delle anime degli abitanti. Nel presente, Izumi incontra Hohenheim su un treno; l'uomo scopre la salute precaria della donna e, pur non potendo restituirle gli organi che le erano stati sottratti al Portale, riesce a migliorare le sue condizioni: l'uomo rivela di essere una pietra filosofale di forma umana. A Baschool, Edward dice a Miles che la pietra filosofale può avere varie forme. |                   |                  |
| 41 | Inferno 「奈落」 - Naraku | 24 gennaio 2010   | 1º giugno 2010   |
| 41 | Ed non è convinto della decisione di Miles di uccidere Kimbly ed i suoi uomini. Mentre studiano gli appunti di Scar durante una pausa dal loro percorso nelle miniere, May Chang spiega che l'alchimia era stata portata a Xing da un uomo con occhi e capelli dorati (agli spettatori viene mostrato Hohenheim che si congeda da Izumi). Successivamente, usciti all'aperto, con la tormenta passata, il gruppo trova Alphonse sommerso dalla neve. Al li informa che Briggs non è sicuro per loro, e quindi Scar decide di dirigersi ad un villaggio chiamato Asbeck, dove dovrebbero esserci dei sopravvissuti di Ishval. A Baschool, Ed ha costruito un'armatura e la sta facendo indossare ad un militare di Briggs per coprire la sparizione di Alphonse. Ed tenta di dissuadere Kimbly dall'entrare nelle miniere, ma egli non si lascia convincere ed inoltre capisce che i cecchini di Briggs vogliono ucciderlo, così entra nel basamento di una torre, mentre due suoi uomini (Heinkel, una chimera-leone e Darius, una chimera-gorilla) combattono contro il ragazzo. Ed riesce a renderli inoffensivi, poi combatte con Kimbly, facendogli perdere la sua pietra filosofale e danneggiando un tatuaggio che gli permette di creare le sue esplosioni. Ma l'uomo utilizza la sua seconda pietra filosofale e con una grossa esplosione fa crollare la struttura, abbandonando anche le due chimere sotto le macerie. Ed si ritrova con un fianco trapassato da una trave metallica, mentre altrove Alphonse perde conoscenza. Ed libera le chimere con l'alchimia, e si fa aiutare da loro per estrarre la trave, mentre lui sigilla la ferita con l'alchimia utilizzando la propria energia vitale come se fosse una pietra filosofale, ricordando l'energia delle anime in quella di Envy e le conoscenze mediche di quando aveva studiato trasmutazione umana. Poi le chimere ritrovano la pietra filosofale persa da Kimbly e cercano un'uscita per portare Edward, svenuto, da un dottore. |                   |                  |
| 42 | Segnali di controffensiva 「反撃の兆し」 - Hangeki no kizashi | 31 gennaio 2010   | 1º giugno 2010   |
| 42 | Alphonse riprende i sensi in un rifugio dove lo hanno portato gli altri, diviso in pezzi poiché era troppo pesante. Là, grazie ad intuizioni di May Chang ed Alphonse, il gruppo riesce a scoprire, nascosti fra gli appunti del fratello di Scar, il cerchio alchemico che è stato scavato in tutta la nazione, ed un ulteriore cerchio. Esplorando le miniere, Kimbly si ritrova nel tunnel scavato da Sloth, dove incontra l'ombra di Pride, che gli chiede di far accadere degli spargimenti di sangue a Briggs. Miles torna alla fortezza senza essere riuscito a trovare Edward, e mentre Falman parla al telefono con Breda degli scontri in atto al sud e all'ovest del Paese, Sloth termina il tunnel. Van Hohenheim giunge a Reole, città impegnata nella ricostruzione dopo le violenze scoppiate a causa degli homunculus, dove incontra Rose; sotto alla chiesa del dio Leto trova un accesso al tunnel di Sloth e dove viene attaccato dall'ombra di Pride, che per sua fortuna non riesce a seguirlo al di fuori del cunicolo. Prima di andarsene, l'alchimista avverte l'homunculus nato quando il Padre si è liberato della propria superbia, che si recherà a Central City. La fortezza di Briggs viene attaccata dall'esercito di Drachma: Kimbly li ha informati dell'assenza del generale Armstrong e della presenza di propri complici all'interno. Zampano informa telefonicamente Envy della presenza di Tim Marcoh nel villaggio di Asbeck. |                   |                  |
| 43 | Il morso della formica 「蟻のひと噛み」 - Ari no hito kami | 7 febbraio 2010   | 8 giugno 2010    |
| 43 | A Briggs nessuno passa dalla parte dell'esercito di Drachma, il quale viene spazzato via con estrema facilità. I caduti di Drachma sono però un tributo di sangue sufficiente per il cerchio alchemico di Amestris. Ad Asbeck May Chang cerca di spiegare ad Alphonse il funzionamento dell'alkahestry, senza successo. Zampano viene raggiunto da Envy, ed insieme si recano da Marcoh. L'homunculus scopre però che la chimera non aveva tradito il dottore, ma invece era d'accordo con lui per attirarlo in trappola. Envy combatte contro Marcoh, le due chimere e Scar (mentre May, nascosta, attiva a distanza dei cerchi alchemici nascosti sotto la neve) utilizzando la sua forma mostruosa. Il mostro afferra Marcoh ma egli, dopo avere creato molte pietre filosofali, ha imparato anche come distruggerle, ed attiva un cerchio alchemico disegnato su una mano. Privato della sua energia, Envy diventa una sorta di piccola creatura larvale di ridotte dimensioni, dotata di zampe e denti, e viene poi rinchiuso in un contenitore di vetro. Scar affida il contenitore a May, che si avvia verso Xing, sperando che ciò che rimane di un homunculus che non moriva quando veniva ucciso sia sufficiente per lei. Alphonse desidera passare da Reole e vi si avvia assieme a Winry, Yoki e le due chimere, mentre Marcoh rimane con Scar. Bido segue alcuni militari, sperando che lo portino da Greed (che era stato portato via da Dublith da King Bradley tempo prima). A Central City l'ufficiale Gardner mostra ad Olivier Milla Armstrong un'area riservata dove è in costruzione un esercito di soldati artificiali. Alphonse e gli altri arrivano a Reole, dove incontrano Rose ed Hohenheim. |                   |                  |
| 44 | Nel pieno delle forze 「バリンバリンの全開」 - Barinbarin no zenkai | 14 febbraio 2010  | 8 giugno 2010    |
| 44 | Alphonse si unisce al padre nell'aiutare nella ricostruzione di Reole, mentre Winry fa amicizia con Rose. Edward, che è stato portato da un medico da Darius ed Heinkel, si trova ancora al nord e si è ripreso, ma i tre vengono trovati dall'esercito e sono costretti a scappare. Hohenheim racconta al figlio la propria storia, e pensa che dovrebbero essere in grado di sconfiggere "il Padre" distruggendo l'involucro che lo contiene, che ha le sue stesse sembianze. L'uomo afferma anche che non possono semplicemente distruggere il tunnel a causa della guardia che vi fa Pride, e che i nemici stanno aspettando "il giorno che deve venire" per attivarlo; Alphonse gli mostra il disegno del cerchio di trasmutazione "invertito". Bido, che ha raggiunto i sotterranei di Central City seguendo dei militari, incontra il nuovo Greed, che ha l'incarico di eliminare gli intrusi e lo uccide; la cosa però fa riemergere in lui i ricordi del Greed precedente, mentre Ling Yao (la cui anima riesce a parlare con quella dell'homunculus) lo biasima per l'aver eliminato addirittura un suo stesso compagno. Greed si reca così a casa di King Bradley ed attacca colui che lo aveva precedentemente sconfitto e che aveva ucciso le chimere che erano con lui. |                   |                  |
| 45 | Il giorno della promessa 「約束の日」 - Yakusoku no hi | 21 febbraio 2010  | 15 giugno 2010   |
| 45 | Greed, assillato dai vecchi ricordi che riaffiorano, combatte contro Wrath e poi, messo in difficoltà, fugge. Olivier Milla Armstrong convince i genitori e la sorella a partire per una vacanza all'estero e, vincendo un combattimento contro il fratello Alex, ottiene il controllo della villa di famiglia. Envy, nel barattolo, riesce a spingere May Chang a tornare verso Central City, convincendola che portare a Xing un homunculus nelle sue misere condizioni non sarebbe sufficiente per i suoi scopi. Edward porta le due chimere nel rifugio fuori da Central City utilizzato quando era stato catturato Gluttony, sperando di trovarvi Alphonse. Vi trova invece Ling, che ha ripreso temporaneamente il controllo del suo corpo approfittando della crisi di Greed; prima che l'homunculus torni a prevalere, riesce ad avvertirlo che il "Padre" aprirà il Portale "il giorno che deve arrivare". Sperando di ottenere maggiori informazioni, Edward, Darius ed Heinkel accettano di unirsi a Greed, che dopo ciò che ha fatto non può ritornare dagli altri homunculus. Un messaggio di Alphonse ed Hohenheim passa da Mason a Shigu ed Izumi Curtis, ai soldati di Briggs, poi a Grumman, Hawkeye e Mustang: il "giorno della promessa" arriverà a primavera. Roy, dopo averlo letto, brucia il biglietto. |                   |                  |
| 46 | L'ombra degli inseguitori 「迫る影」 - Semaru kage | 28 febbraio 2010  | 15 giugno 2010   |
| 46 | Arriva la primavera, ed i soldati di Briggs portano Winry a Resembool, dove trovano Edward ed i suoi compagni. La ragazza invita Ed a raggiungere Hohenheim in una baraccopoli chiamata Kanama. Scar e Marcoh raggiungono Jelso, Zampano e Yoki, e si avviano a Central City assieme ad un gruppo di Ishvaliani. Alphonse viene catturato da Gluttony e Pride. Il giorno prima del "giorno della promessa", il treno di King Bradley, che lascia il luogo delle esercitazioni congiunte dell'est e del nord, viene fatto saltare in aria. Olivier apprende la notizia assieme agli altri generali di Central City, quando giungono "il Padre" e Sloth. |                   |                  |
| 47 | Il messaggero dell'oscurità 「闇の使者」 - Yami no shisha | 7 marzo 2010      | 22 giugno 2010   |
| 47 | Edward si reca con Greed, Darius ed Heinkel a Kanama, una baraccopoli poco distante da Central City, dove incontra Hohenheim e ha modo di apprendere la verità sulla sua natura. Quella notte, nel bosco, il gruppo viene attaccato da Pride, che si è impossessato dell'armatura di Alphonse, ma Edward riesce a renderlo temporaneamente inoffensivo causando un cortocircuito nella rete elettrica della vicina baraccopoli: senza luci artificiali e con luna e stelle coperte dalle nuvole, l'homunculus non è in grado di materializzare le sue ombre. Attirato dall'odore di Ed, sopraggiunge sul luogo anche Gluttony, che viene affrontato da Ling (che ottiene da Greed il permesso di riprendere temporaneamente il possesso del suo corpo) e da una rediviva Lan Fang, ora dotata di un automail al posto del braccio sinistro, in quanto entrambi sono in grado di percepire le mosse degli avversari anche al buio. Nei pressi di East City, gli uomini di Miles e Grumman non riescono a trovare il cadavere di Bradley dopo l'esplosione del treno. |                   |                  |
| 48 | Giuramento nei sotterranei 「地下道の誓い」 - Chikadō no chikai | 14 marzo 2010     | 22 giugno 2010   |
| 48 | Sul luogo dello scontro sopraggiunge anche Foo, che spiega a Edward che, come lui, Ling e Lan Fang sono in grado di localizzare gli avversari anche al buio grazie alla rilevazione dei flussi di energia da loro sprigionata, molto imponenti nel caso degli homunculus. Intanto, nella vicina baraccopoli cominciano a venire accesi dei fuochi, cosicché Pride è nuovamente in grado di evocare le sue ombre. Ed si frappone appena in tempo tra l'homunculus e Heinkel, e riesce a tenergli testa grazie all'automail costruitogli al Nord, composto da fibra di carbonio come lo scudo perfetto di Greed. Stanco degli attacchi di Ling e Lan Fang, Gluttony cerca protezione da Pride, il quale decide però di ucciderlo e inglobare dentro di sé la sua pietra filosofale per assimilare i suoi poteri. Nel frattempo Darius, su ordine di Ed, porta l'armatura di Alphonse in un luogo sicuro, dove sopraggiunge anche Hohenheim. A Central City, Mustang ottiene le prove che Selim Bradley sia in realtà un homunculus grazie all'aiuto di Madame Christmas, che si scopre essere la sua madre adottiva. Dopo essere abilmente sfuggito ai suoi pedinatori, il colonnello incontra Hawkeye, Breda e Fury e dichiara l'inizio del loro colpo di stato per rovesciare la dittatura militare di King Bradley. La loro prima mossa è quella di prendere in ostaggio la moglie del comandante supremo. |                   |                  |
| 49 | Sentimenti di famiglia 「親子の情」 - Oyako no jō | 21 marzo 2010     | 29 giugno 2010   |
| 49 | Per salvare gli altri, Alphonse chiede a Hohenheim di utilizzare la sua alchimia per imprigionare lui e Pride sotto una cupola di roccia, dove l'homunculus non potrà utilizzare i suoi poteri a causa dell'assenza di luce. Al riesce a distrarre Pride e il piano ha effettivamente successo. Greed, conscio che a Central City sono rimasti solo Sloth e il Padre, si avvia da solo verso la capitale, dove Kimbly, tornato dal Nord, ha appena massacrato un gruppo di ishbariani. Scar ed il suo gruppo raggiungono Kanama e si riuniscono a Edward e gli altri. La mattina, in città, i militari attaccano il gruppo di Mustang, con l'ordine di ucciderli tutti, compresa la moglie di Bradley, tranne l'Alchimista di Fuoco. |                   |                  |
| 50 | Agitazione a Central City 「セントラル動乱」 - Sentoraru dōran | 28 marzo 2010     | 29 giugno 2010   |
| 50 | Mustang ed i suoi uomini feriscono senza uccidere i soldati che danno loro la caccia, potendo contare anche sul ritorno da Xing di Maria Ross, accorsa a Central City per aiutarli, e del tenente Avoc, che ha li ha riforniti di armi fungendo da contrabbandiere. I soldati di Briggs, che fino a quel momento erano rimasti nascosti nella villa degli Armstrong, attaccano la città. Olivier intanto si ribella agli ordini dei suoi superiori, uccide Gardner e prende in ostaggio un altro generale. Dopo aver lasciato Alphonse, Heinkel, Marcoh e Yoki a Kanama, Edward e gli altri raggiungono i sotterranei di Central City. Un generale dà vita all'armata immortale, ignorando gli avvertimenti di uno scienziato che si occupava del progetto, iniettando il liquido delle pietre filosofali nei manichini, che prendono vita. |                   |                  |
| 51 | L'esercito immortale 「不死の軍団」 - Fushi no gundan | 4 aprile 2010     | 6 luglio 2010    |
| 51 | L'esercito artificiale attacca dapprima il generale che lo aveva risvegliato, e successivamente Ed, Scar e le chimere. Anche May Chang viene attaccata: Envy, che era sempre in forma larvale, riesce ad approfittarne per fuggire e riassumere la propria forma, cibandosi dei manichini. Olivier Milla Armstrong viene attaccata da Sloth, ed in suo aiuto accorre il fratello Alex. Pride, dopo aver dato la propria posizione al Padre usando il codice Morse, viene liberato da Kimbly. I due attaccano Alphonse, cui però Heinkel consegna la pietra filosofale che conservava da Baschool. |                   |                  |
| 52 | La forza di tutti 「皆の力」 - Minna no chikara | 11 aprile 2010    | 6 luglio 2010    |
| 52 | Alphonse combatte intensamente contro Kimbly e Pride. Grazie all'intervento di Marcoh, Heinkel e Yoki, alla fine Kimbly viene ferito mortalmente ed il gruppo riesce a scappare da Pride (che mangia poi il suo compagno morente), dirigendosi a Central City. Al quartier generale, mentre gli Armstrong combattono con Sloth, vengono raggiunti da alcuni militari con l'ordine di uccidere la donna, ma anch'essi vengono attaccati dai soldati manichino. Nei sotterranei, tali esseri, difficili da sconfiggere ed in gran numero, stanno mettendo in difficoltà Edward, Scar e le chimere, quando Roy Mustang ed Hawkeye li raggiungono. |                   |                  |
| 53 | Le fiamme della vendetta 「復讐の炎」 - Fukushū no honō | 18 aprile 2010    | 13 luglio 2010   |
| 53 | La signora Bradley parla alla radio rivelando che l'esercito aveva ordinato la sua uccisione, portando a far credere alla nazione che sia parte dell'esercito ad essersi ribellato e non il colonnello Mustang. Nel frattempo, egli si sbarazza rapidamente dei manichini. L'arrivo in scena di Envy e l'ammissione dell'omicidio del generale Maes Hughes, porta allo scontro fra il colonnello, desideroso di vendicare l'amico, e l'homunculus. Mustang riesce a colpire più volte Envy con le sue fiamme, costringendolo a rigenerarsi. Envy tenta di cogliere di sorpresa l'uomo anche assumendo l'aspetto di Hughes, ma non fa altro che aumentare la sua rabbia. |                   |                  |
| 54 | Al di là del fuoco impetuoso 「烈火の先に」 - Rekka no saki ni | 25 aprile 2010    | 13 luglio 2010   |
| 54 | Envy prende l'aspetto di Mustang, ma viene subito scoperto da Riza che lo colpisce con numerosi colpi di pistola. Viene quindi colpito ripetutamente dalle fiamme del colonnello che lo riportano alla forma larvale ma, quando egli è pronto a dare il colpo di grazia all'homunculus, viene fermato da Riza, Edward e Scar, affinché non sia consumato dal proprio odio. Envy infine si suicida, dopo che Edward si rende conto che l'homunculus è geloso degli umani e dei sentimenti che provano. Mentre prosegue lo scontro fra Sloth ed i fratelli Armstrong, giunge al quartier generale l'esercito di Briggs, accompagnato da Izumi. Nei sotterranei di Central City il Padre ed Hohenheim si ritrovano l'uno al cospetto dell'altro, pronti allo scontro. |                   |                  |
| 55 | Come si comporta un adulto 「大人たちの生き様」 - Otona-tachi no ikizama | 2 maggio 2010     | 20 luglio 2010   |
| 55 | Grazie all'intervento di Izumi Curtis e del marito, gli Armstrong riescono ad uccidere definitivamente Sloth. Gli uomini di Briggs hanno preso il controllo quasi totale della base, ma King Bradley si presenta all'entrata principale del quartier generale pronto allo scontro. Inizia il combattimento fra Hohenheim ed il Padre; quest'ultimo riesce a colpire Hohenheim e tenta di assorbirne la pietra filosofale. |                   |                  |
| 56 | Il ritorno del comandante supremo 「大総統の帰還」 - Daisōtō no kikan | 9 maggio 2010     | 20 luglio 2010   |
| 56 | Il tentativo di assorbimento non va a buon fine, ed Hohenheim spiega che alcune anime della sua pietra filosofale, con cui ha imparato a comunicare, sono ora entrate nel Padre al fine di aiutarlo a sconfiggerlo ed a distruggere il suo contenitore. Il corpo del Padre viene danneggiato da grandi aculei che escono dal suo interno, ma poi un essere nero esce dalla pelle e la divora: il Padre rivela che ora è in grado di vivere anche senza un contenitore. Al quartier generale Wrath riesce facilmente ad abbattere ogni soldato in cui si imbatte, tra i quali anche il capitano Buccaneer, ma un ostacolo maggiore si presenta con il ritorno di Greed prima e con quello di Foo dopo; l'anziano incontra per la prima volta King Bradley, responsabile della amputazione del braccio della nipote Lan Fan. |                   |                  |
| 57 | Eterno riposo 「永遠の暇」 - Eien no hima | 16 maggio 2010    | 27 luglio 2010   |
| 57 | Wrath riesce a tenere testa ai due avversari, Foo decide allora di effettuare un attacco suicida con una cintura esplosiva; il comandante supremo riesce a neutralizzare l'attacco, ma distraendosi viene colpito dal capitano Buccaneer con la spada con la quale l'homunculus l'aveva precedentemente trafitto. Nei sotterranei Ed, Roy, Scar e Riza si imbattono nel creatore di Wrath, che manda contro di loro i precedenti candidati al ruolo di King Bradley. L'uomo successivamente attiva un cerchio alchemico, collegato a dei punti corrispondenti ai cinque laboratori dell'esercito: la trasmutazione che colpisce tutta Central City fa comparire ai piedi di Ed, Al ed Izumi il classico occhio delle trasmutazioni umane, i cui "tentacoli" smaterializzano i corpi dei tre. |                   |                  |
| 58 | Sacrifici 「ひとばしら」 - Hitobashira | 23 maggio 2010    | 27 luglio 2010   |
| 58 | Durante il combattimento con Greed/Ling Yao, King Bradley cade nel fossato attorno al quartier generale, abbandonando lo scontro. Ling, constatato che nessuno può salvare Foo e Buccaneer, decide di aiutare i militari di Briggs contro l'esercito di Central City sfruttando tutti i poteri di Greed. Edward, dopo essere stato "decomposto", si ritrova assieme ad Izumi ed Alphonse (non cosciente) nel covo del Padre, che ha inglobato Hohenheim. Scar, Hawkeye e Mustang vengono immobilizzati dagli ex-candidati a comandante supremo ed il loro creatore vuole che Roy tenti una trasmutazione umana per riportare in vita chiunque voglia, in modo da aprire il Portale della verità e diventare il quinto "sacrificio". Mustang rifiuta, così Riza viene ferita al collo con una spada, per convincere l'alchimista di fuoco ad effettuare la trasmutazione in cambio della salvezza della donna. |                   |                  |
| 59 | La luce perduta 「失われた光」 - Ushinawareta hikari | 30 maggio 2010    | 3 agosto 2010    |
| 59 | Mentre lo scienziato cerca ancora di convincere Roy ad eseguire la trasmutazione, viene improvvisamente immobilizzato dalla chimera Jelso, giungono anche Zampano, Darius e May Chang che permettono a Mustang e gli altri di liberarsi degli ex-candidati. Sopraggiungono anche Wrath che attacca ed immobilizza al suolo con le sue spade Roy, e Pride che con la sua ombra disegna un cerchio alchemico attorno a Roy ed infilza lo scienziato, posizionandovelo sopra ed assorbendone le conoscenze alchemiche. L'homunculus esegue direttamente la trasmutazione umana rendendo Roy il quinto sacrificio. Rimasto solo Wrath si scontra con Scar in una battaglia all'ultimo sangue. Pride e Mustang si ritrovano dopo la trasmutazione davanti al Padre, il colonnello soccorso da Edward si rende conto di aver perso la vista come prezzo per aver visto la Verità. L'anima di Al si ritrova di fronte al proprio corpo ma decide di non riprenderlo perché troppo debole per lo scontro finale, si risveglia così nell'armatura, così mentre comincia l'eclissi solare i cinque sacrifici umani sono tutti al cospetto del Padre. |                   |                  |
| 60 | L'occhio del cielo, la porta della terra 「天の瞳、地の扉」 - Ten no hitomi, chi no tobira | 6 giugno 2010     | 3 agosto 2010    |
| 60 | Dopo un iniziale difficoltà Scar riesce ad infliggere dei colpi a Wrath, utilizzando l'alchimia non soltanto di scomposizione ma anche di ricomposizione, tramite un tatuaggio sul suo braccio sinistro ricavato dagli appunti del fratello. Edward combatte con Pride, che dopo la trasmutazione non può più rigenerarsi, mentre May Chang affronta il Padre, desiderosa di apprendere il segreto dell'immortalità, e viene ferita. Dal corpo del Padre fuoriescono dei tentacoli con cui afferra i sacrifici, sfruttando i quali riesce ad attivare, nel momento di eclissi totale, il cerchio alchemico di Amestris; Greed sopraggiunge ma non riesce ad impedirlo. Il Padre assorbe quindi tutte le anime degli abitanti dello Stato, diventando di proporzioni mastodontiche e si appresta ad inglobare la Verità, attraverso un portale apertosi contemporaneamente nel cielo. |                   |                  |
| 61 | Colui che vorrebbe inghiottire il Fondatore 「神を呑みこみし者」 - Kami o nomikomishi mono | 13 giugno 2010    | 10 agosto 2010   |
| 61 | Dopo aver attivato il cerchio di trasmutazione tracciato su Amestris ed aver ingoiato la Verità usando le anime di tutti gli abitanti del Paese il Padre si ripresenta con un nuovo corpo molto più giovane e all'apparenza invincibile, e blocca l'alchimia di Ed, Al e Izumi. Hohenheim però, grazie alle anime degli antichi abitanti di Xerxes che ha disseminato per tutto il Paese, riesce a fare sì che tutte le anime degli abitanti di Amestris abbandonino il Padre per fare ritorno ai loro corpi originari, permettendo loro di risvegliarsi. Poco dopo Scar, dopo avere sconfitto Wrath, attiva il cerchio di trasmutazione inverso, che permette agli altri di usare nuovamente l'alchimia. La battaglia che segue vede contrapposti il Padre e Pride a Edward e i suoi compagni. Quando il Padre si dirige verso la superficie per cercare di acquisire altre anime e poter mantenere la Verità nel suo corpo tutti lo inseguono, tranne Edward che rimane ad affrontare Pride. Durante il combattimento Pride, il cui corpo sta ormai distruggendosi, cerca di rubare quello di Edward, ma viene fermato dall'anima di Kimbly. Edward, trasformandosi in una pietra filosofale, riesce a raggiungere il nucleo dell'homunculus e a distruggerlo, facendo tornare Pride alla sua forma originaria, dall'aspetto di un bambino piccolissimo. |                   |                  |
| 62 | Un feroce contrattacco 「凄絶なる反撃」 - Seizetsunaru hangeki | 20 giugno 2010    | 10 agosto 2010   |
| 62 | Raggiunta la superficie il Padre tenta di creare nuove pietre filosofali assorbendo le anime dei soldati di Briggs, ma viene fermato da Hohenheim, giunto a sua volta in superficie assieme a Izumi, Mai Chang, Alphonse e Edward. Hohenheim, ironizzando sulla convinzione del Padre di essere diventato l'essere perfetto, gli fa notare come siano gli Umani ad essere superiori agli homunculus, in quanto loro creatori, e non viceversa. Il Padre obietta a questo discorso creando innumerevoli copie di esseri umani dal suo stesso corpo usando le anime degli antichi abitanti di Xerxes, copie che successivamente distrugge con un attacco devastante che investe tutto il gruppo e spazza via un'intera porzione del quartier generale. Alphonse perde gran parte della sua armatura per difendere Mei Chang, e Hohenheim viene colpito in pieno per poter offrire protezione a Izumi. Prima che il Padre possa tentare di assorbire le loro anime Edward e i suoi compagni vengono portati in salvo dagli uomini di Briggs, che prendono successivamente a bersagliare il Padre con tutto quello che hanno, dalle comuni pallottole ai colpi di mortaio. Anche Darius, Lan Fan, Zampano e Alex si uniscono allo scontro, così come Mustang e Riza. Il colonnello, anche se cieco, riesce comunque a combattere grazie al sottotenente Hawkeye, in più ora risulta in grado di usare l'alchimia anche senza cerchio alchemico. L'attacco martellante costringe il Padre a usare la sua pietra filosofale per difendersi, e quando Greed, desideroso di ottenere il potere supremo che il Padre sembra possedere, attacca il suo stesso creatore, quest'ultimo tenta di assorbire l'energia della sua pietra filosofale per ricaricare la propria. Grazie all'intervento di Edward, Alex e Izumi fallisce nel suo tentativo, e per allontanare tutti da sé sprigiona un'onda di energia che disintegra l'automail di Ed; il Padre, oramai praticamente privo dell'energia necessaria a mantenere la Verità dentro di sé, cerca nuovamente di assorbire l'anima di Ed, ormai indifeso, per creare una nuova pietra filosofale. Alphonse, pur se immobilizzato dai danni subiti, con l'aiuto di Mei riesce a compiere una trasmutazione a distanza, annullando la trasmutazione compiuta anni prima dal fratello per legare la sua anima all'armatura e restituendogli quindi il braccio che a suo tempo aveva sacrificato. Alphonse si ricongiunge al suo corpo davanti al portale, fiducioso nel fatto che suo fratello verrà a riprenderlo. Edward, infuriato oltre ogni limite per il sacrificio di Al, si scaglia contro il Padre tra gli incitamenti dei suoi compagni e dei soldati. |                   |                  |
| 63 | L'altro lato del portale 「扉の向こう側」 - Tobira no mukōgawa | 27 giugno 2010    | 17 agosto 2010   |
| 63 | Il Padre, messo alle strette dai continui e violenti assalti di Edward, cerca nuovamente di assorbire Greed per avere la sua pietra filosofale. Ling Yao tenta di opporsi, ma lo stesso Greed, con un trucco, lo convince a lasciarlo andare, e appena tornato nel corpo del Padre usa la sua abilità di manipolazione del carbonio per renderlo estremamente fragile. Il Padre a questo punto lo espelle nuovamente, e Greed, prima di morire, dà un ultimo saluto ai suoi compagni, sentendo di aver finalmente trovato ciò che la sua avarizia aveva sempre bramato più di qualsiasi altra cosa: dei veri amici. Edward infligge il colpo di grazia ad un Padre ormai morente, che tornato alla sua forma originale di piccolo ammasso nero dopo aver perso anche le anime di Xerxes viene trascinato al cospetto del Portale. La Verità si fa beffe di lui e del suo desiderio di possedere la conoscenza suprema, quindi, rammentandogli come sia dovere della Verità punire chi osa troppo, lo fa inghiottire dal Portale, oltre il quale rimarrà rinchiuso per l'eternità. Sulla Terra la battaglia è finita, ma nessuno riesce ad esultare visto che il prezzo per ottenerla è stato il sacrificio di Al. Hohenheim offre sé stesso a Edward come prezzo per riportare indietro il corpo e l'anima di Alphonse, ma Edward, in nome della promessa fatta a suo tempo da entrambi di non voler usare una pietra filosofale per riottenere i propri corpi, decide per un'altra soluzione. Tracciato un cerchio per la trasmutazione umana, torna dinnanzi al Portale, che offre come sacrificio alla Verità in cambio del fratello. La Verità gli fa presente che senza il Portale non gli sarà più possibile usare l'alchimia, e gli domanda se sia davvero disposto a diventare un uomo comune pur di ottenere ciò che desidera, ma Edward ribatte di essere sempre stato un uomo comune, e che se può contare sui suoi compagni allora l'alchimia non gli serve. La Verità, colpita, si dichiara sconfitta e accetta il sacrificio; così, Ed riesce a raggiungere Alphonse, che riporta finalmente indietro. La rivolta nel frattempo è definitivamente conclusa, e gli uomini di Mustang, presentati come salvatori di Amestris dalle congiure dei comandanti corrotti, sono padroni di Central City. Hohenheim, che finalmente si è sentito chiamare "papà" da entrambi i suoi figli, si allontana dalla città nel caos che segue alla presa di potere, e tornato a Resembool esaurisce le sue ultime forze davanti alla tomba di Trisha, morendo serenamente. |                   |                  |
| 64 | La fine del viaggio 「旅路の涯」 - Tabiji no hate | 4 luglio 2010     | 15 novembre 2022 |
| 64 | Il dottor Knox ed il dottor Marcoh si recano in ospedale a trovare Mustang, che malgrado sia diventato cieco assolve ancora ai propri doveri per poter diventare un giorno il nuovo comandante supremo, concentrandosi principalmente sulla ricostruzione della martoriata regione di Ishval. Il dottor Marcoh ha con sé una pietra filosofale, che accetta di usare sul colonnello a condizione che egli prometta di continuare a fare del bene al popolo di Ishval come a tutto Amestris, diventando quella guida che King Bradley non è saputo essere. Roy accetta, ma prima di usarla su di sé decide di utilizzare la pietra per fare tornare Havoc a camminare. A due mesi di distanza dalla sconfitta del Padre Ed e Al tornano a Resembool, e appena si presentano dinnanzi alla casa dei Rockbell Winry li abbraccia commossa. Scar, portato in salvo dopo la battaglia da Miles e dalla Armstrong, accetta di impegnarsi assieme ai militari per la ricostruzione del suo popolo gettandosi alle spalle il proprio passato e il rancore che nutriva per gli abitanti di Amestris. Passano due anni. La signora Bradley, forse ancora convinta, come tutti gli abitanti, della bontà d'animo del suo defunto marito, cresce con amore il piccolo Selim, divenuto apparentemente un bambino come tutti gli altri (tranne che per un simbolo di uroboro sulla fronte), e Grumman (nuovo comandante supremo) si domanda se sia davvero possibile che un giorno uomini ed homunculus possano vivere insieme in pace. Edward, ormai impossibilitato ad usare l'alchimia, ha deciso di conservare l'automail alla gamba sinistra come monito a non commettere altri errori, e dopo avere dichiarato in modo decisamente insolito il proprio amore a Winry parte per un viaggio verso occidente. Allo stesso tempo Alphonse, accompagnato da Jelso e Zampano, ancora determinati a riottenere i propri corpi, intraprende a sua volta un viaggio a Xing per imparare l'Alkahestry. Sulle parole di Ed, in viaggio verso occidente, a cui seguono le immagini che ritraggono i protagonisti negli anni a venire, si chiude la serie. |                   |                  |